# Matériel roulant du TER Grand Est
 (août 2024).
Si vous disposez d'ouvrages ou d'articles de référence ou si vous connaissez des sites web de qualité traitant du thème abordé ici, merci de compléter l'article en donnant les références utiles à sa vérifiabilité et en les liant à la section « Notes et références ».
Cette page est une annexe de l'article « TER Grand Est ».

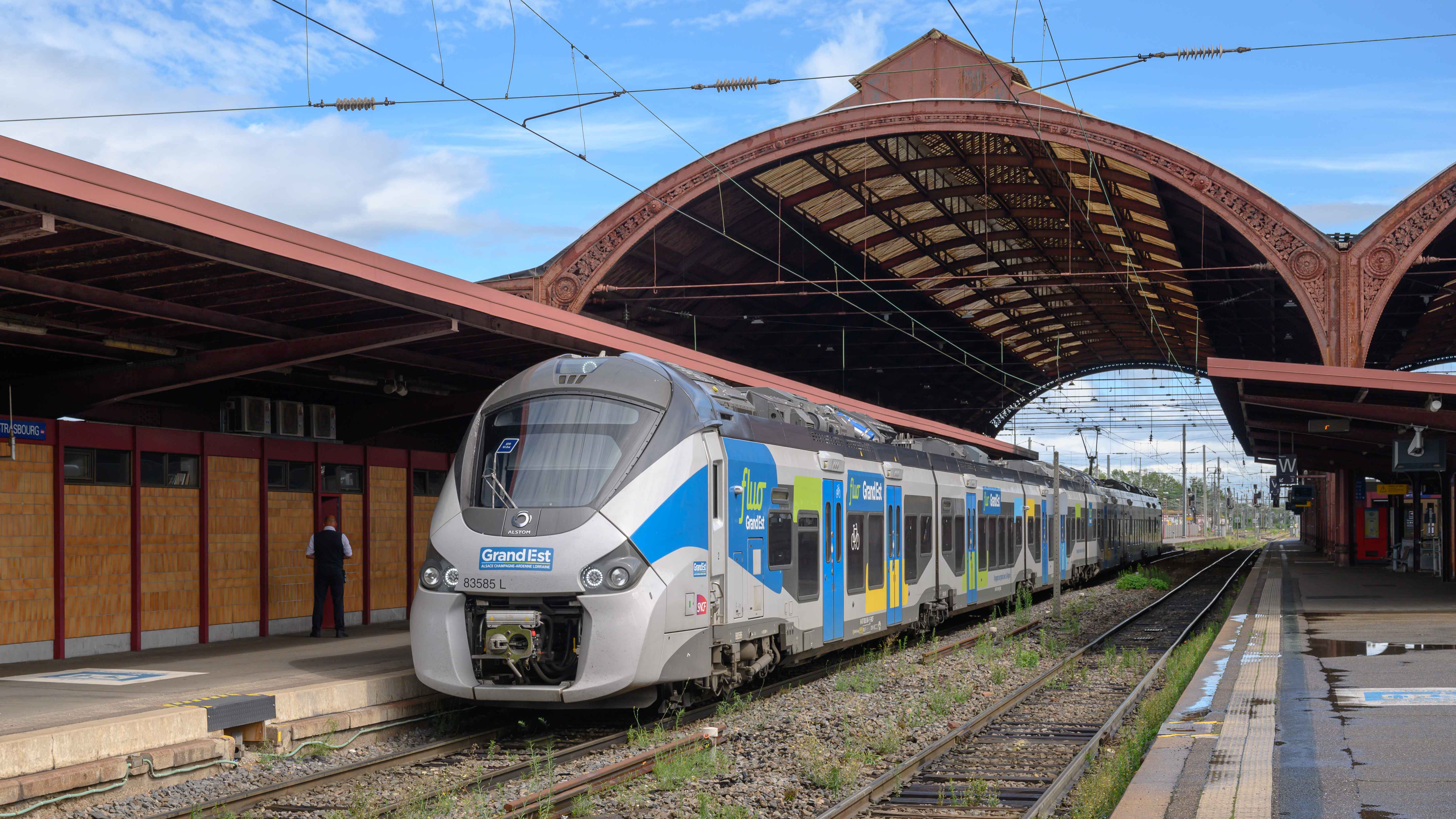
B 83500 en gare de Strasbourg.

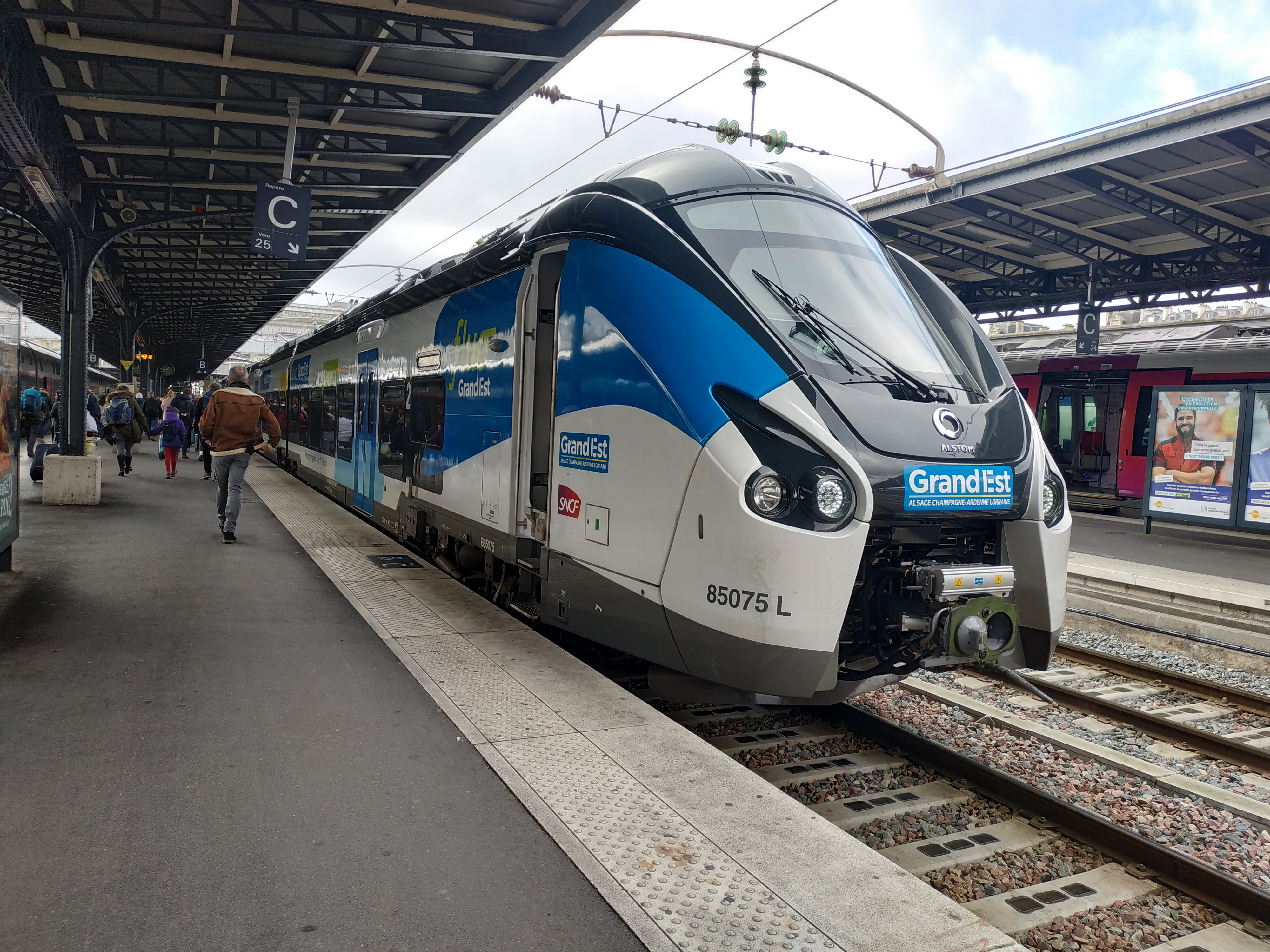
B 85000 en gare de Paris-Est.

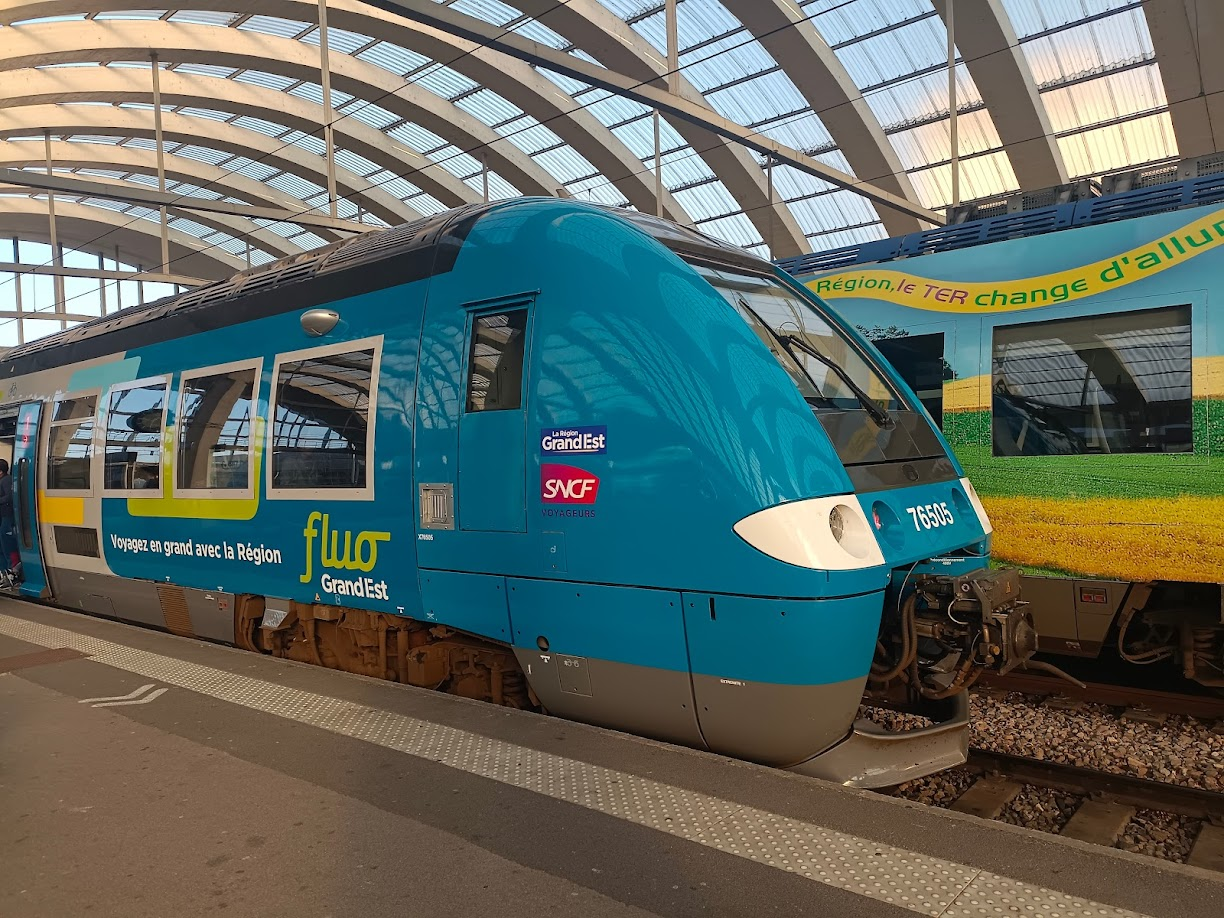
X 76500 en gare de Reims.

Cette liste recense les parcs de matériels roulants utilisés par le réseau TER Grand Est.

## Synthèse du parc roulant
Synthèse du parc au 21 décembre 2023
| Séries   | Nombre de caisses    | STF SCA | STF SGE | STF SMN | STF STA | Total |
| -------- | -------------------- | ------- | ------- | ------- | ------- | ----- |
| BB 22200 |                      | –       | –       | –       | –       | 10    |
| BB 25500 |                      | –       | –       | –       | 9       | 9     |
| BB 26000 |                      | –       | 6       | –       | 14      | 20    |
| BB 67400 |                      | –       | –       | –       | 6       | 6     |
| B 82500  | 4 caisses            | 8       | –       | –       | 7       | 15    |
| B 83500  | 4(M) ou 6(L) caisses | –       | –       | –       | 25      | 25    |
| B 84500  | 4(M) caisses         | –       | –       | 9       | 1       | 10    |
| B 85000  | 6 Caisses            | –       | 24      | –       | –       | 24    |
| U 25500  | 5 caisses            | –       | –       | –       | 12      | 12    |
| X 73500  | Mono-caisse          | 1       | –       | 11      | 5       | 17    |
| X 73900  | Mono-caisse          | –       | –       | 7       | 12      | 19    |
| X 76500  | 3 ou 4 Caisses       | 22      | –       | 9       | 28      | 59    |
| Z 11500  | 2 Caisses            | –       | –       | 13      | –       | 13    |
| Z 24500  | 3 Caisses            | –       | –       | 25      | –       | 25    |
| Z 26500  | 5 caisses            | –       | –       | 2       | –       | 2     |
| Z 27500  | 3 ou 4 Caisses       | 13      | –       | 32      | 6       | 51    |

Au quatrième trimestre 2019, le parc du matériel roulant de la région est constitué de 311 engins.
Le parc est géré par quatre Supervisions techniques de flotte (STF)
- SCA : STF Champagne-Ardenne (Épernay, Chalindrey)
- SMN : STF Lorraine (Thionville, Metz)
- STA : STF Alsace (Strasbourg)
- SGE : STF Grand Est (Noisy-le-Sec)

## Matériel roulant

### Locomotives électriques

#### BB 22200

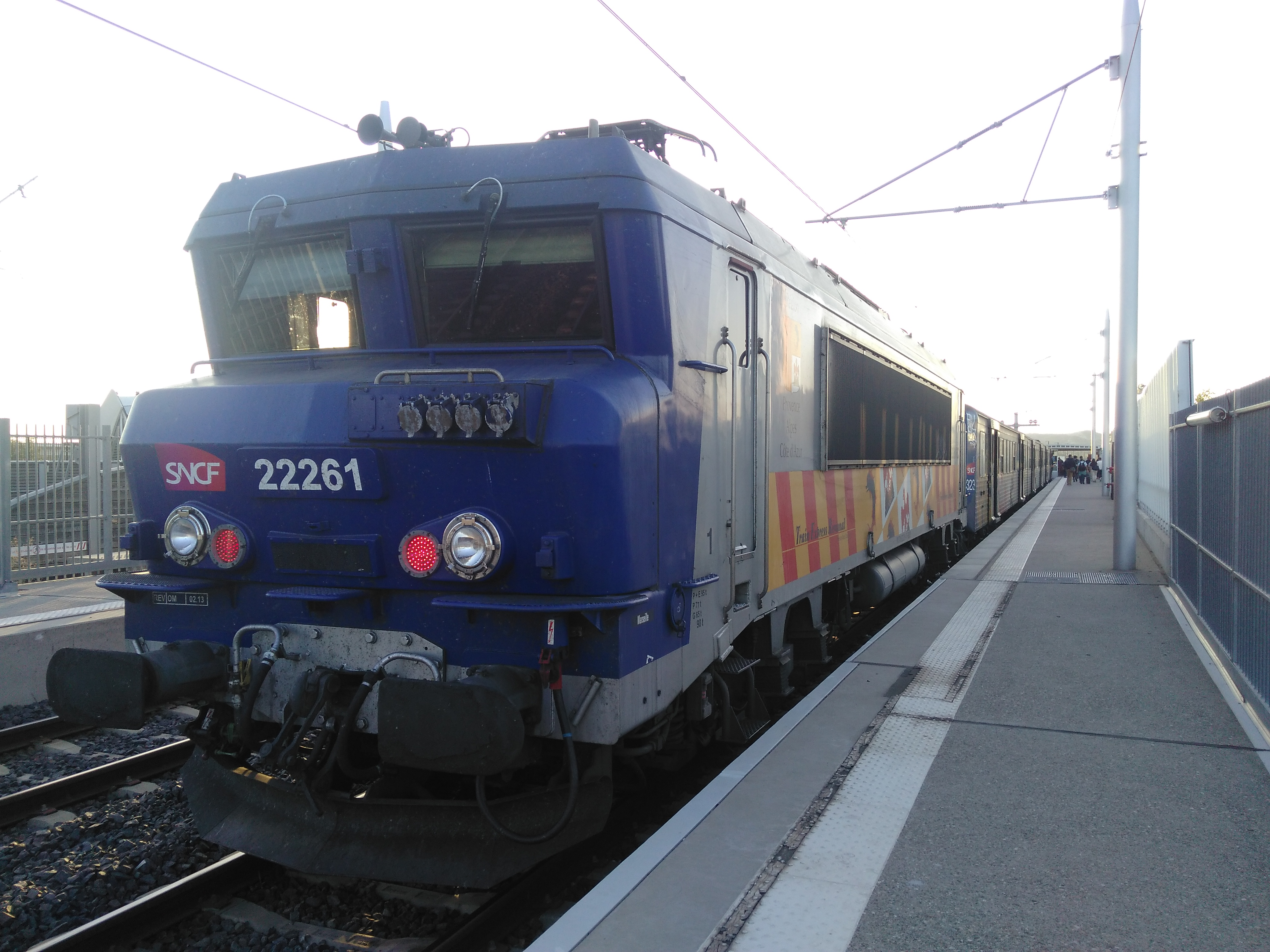
BB 22200 RC (réversible par câblot) encore en livrée TER PACA utilisée par le TER Grand Est.

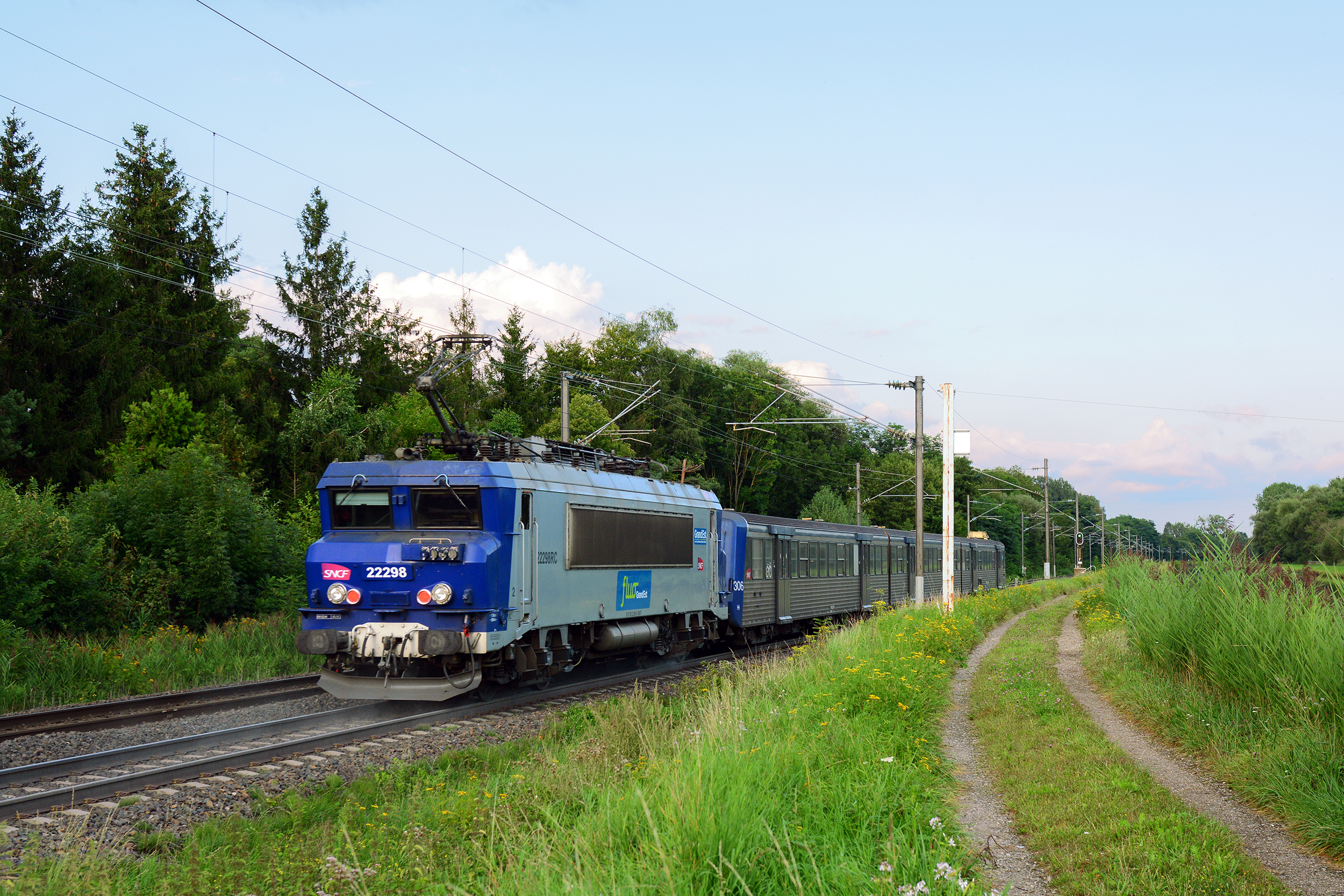
BB 22200 RC en livrée Fluo Grand Est.

| Motrice    | Mise en service   | Radiation | Livrée         | STF | Baptême/obs | Ancienne Région TER                    |
| ---------- | ----------------- | --------- | -------------- | --- | ----------- | -------------------------------------- |
| BB 22235 R | 29 novembre 1977  | –         | Fluo Grand Est | SGE | –           | Acquise par le Grand Est le 08/12/2019 |
| BB 22236 R | 29 novembre 1977  | –         | Fluo Grand Est | SGE | –           | Acquise par le Grand Est le 08/12/2019 |
| BB 22259 R | 14 février 1978   | –         | Fluo Grand Est | STA | –           | Acquise par le Grand Est le 08/07/2019 |
| BB 22263 R | 13 février 1978   | –         | Fluo Grand Est | SGE | –           | Acquise par le Grand Est le 08/07/2019 |
| BB 22270 R | 11 avril 1978     | –         | Fluo Grand Est | SGE | –           | Acquise par le Grand Est le 08/12/2019 |
| BB 22276 R | 7 avril 1979      | –         | Fluo Grand Est | SGE | Dijon       | Acquise par le Grand Est le 08/12/2019 |
| BB 22282 R | 11 mai 1979       | –         | Fluo Grand Est | SGE | –           | Acquise par le Grand Est le 08/07/2019 |
| BB 22298 R | 6 septembre 1979  | –         | Fluo Grand Est | SGE | –           | Acquise par le Grand Est le 08/12/2019 |
| BB 22301 R | 10 septembre 1979 | –         | Fluo Grand Est | SGE | –           | Acquise par le Grand Est le 08/12/2019 |
| BB 22305 R | 8 décembre 1979   | –         | Fluo Grand Est | SGE | –           | Acquise par le Grand Est le 08/07/2019 |

#### BB 26000

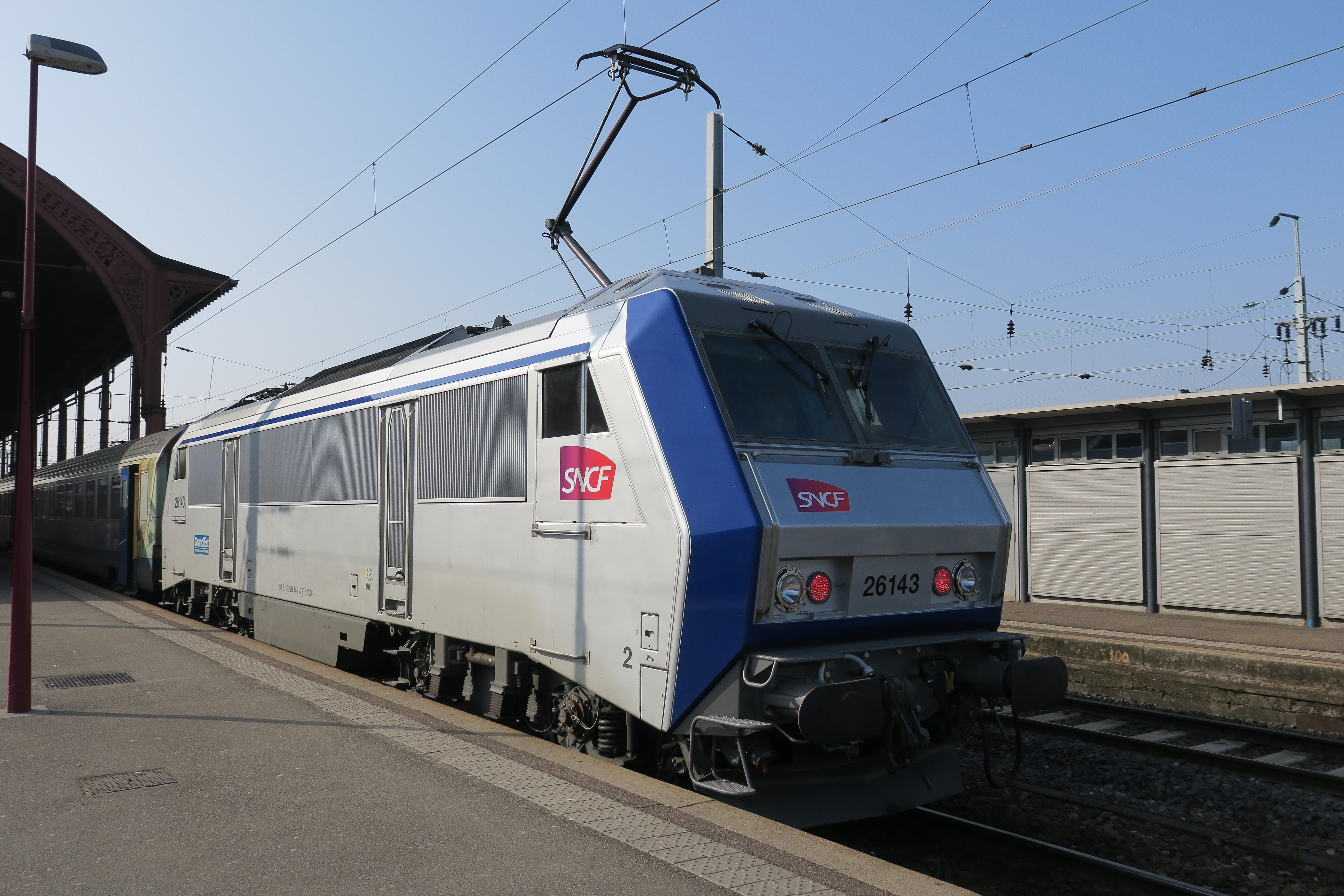
BB BB 26143 R dans sa nouvelle livrée TER 200 Grand Est après OPMV.

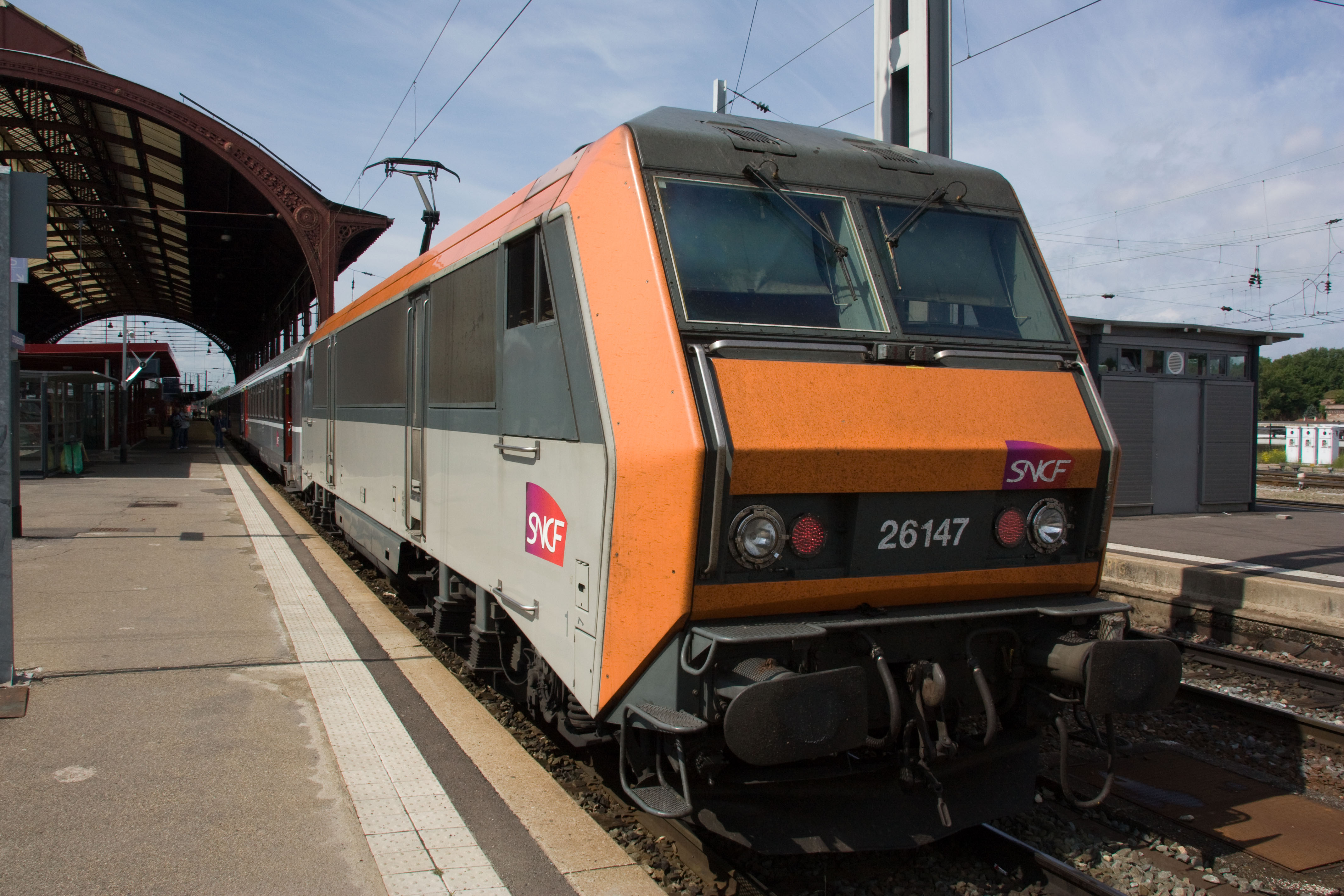
La BB 26147 (ancienne livrée) en gare de Strasbourg.

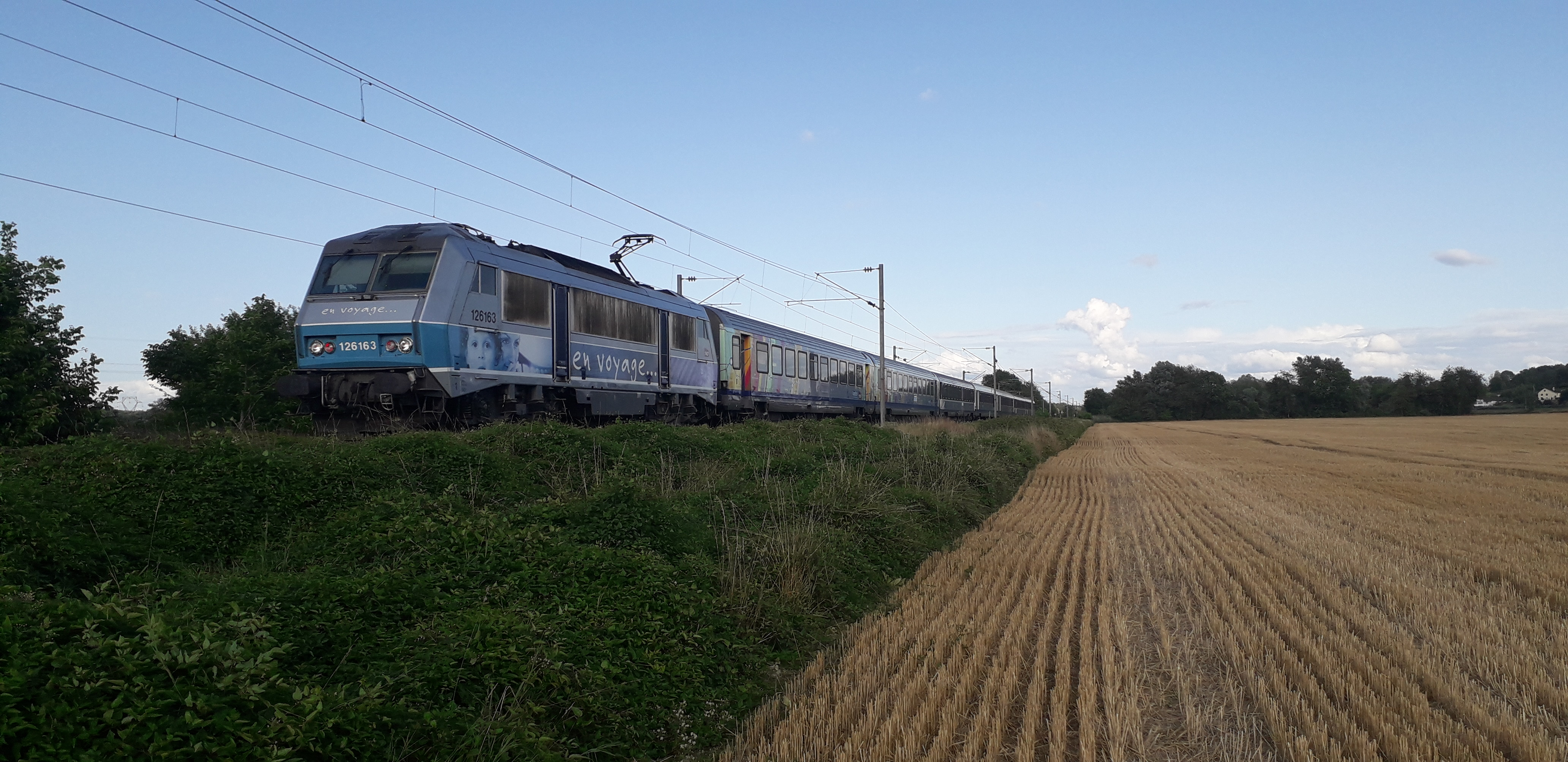
BB 26163 sur la liaison Vallée de la Marne SG - PE

| Motrice  | Mise en service   | Radiation | Livrée         | STF | Baptême/obs | Ancienne Région TER                    |
| -------- | ----------------- | --------- | -------------- | --- | ----------- | -------------------------------------- |
| BB 26140 | 15 décembre 1993  | -         | Grand Est      | STA | –           | ex TER Alsace                          |
| BB 26141 | 20 janvier 1994   | –         | Grand Est      | STA | Libourne    | ex TER Alsace                          |
| BB 26142 | 27 janvier 1994   | –         | Grand Est      | STA | –           | ex TER Alsace                          |
| BB 26143 | 11 mars 1994      | –         | Grand Est      | STA | –           | ex TER Alsace                          |
| BB 26144 | 11 mars 1994      | –         | Grand Est      | STA | –           | ex TER Alsace                          |
| BB 26145 | 11 mars 1994      | -         | Grand Est      | STA | –           | ex TER Alsace                          |
| BB 26146 | 23 mars 1994      | –         | Grand Est      | STA | –           | ex TER Alsace                          |
| BB 26147 | 30 mars 1994      | –         | Grand Est      | STA | –           | ex TER Alsace                          |
| BB 26148 | 7 avril 1994      | –         | Grand Est      | STA | –           | ex TER Alsace                          |
| BB 26149 | 15 avril 1994     | -         | Grand Est      | STA | Orléans     | ex TER Alsace                          |
| BB 26150 | 22 avril 1994     | –         | Grand Est      | STA | –           | ex TER Alsace                          |
| BB 26151 | 6 mai 1994        | –         | Grand Est      | STA | –           | ex TER Alsace                          |
| BB 26152 | 25 mai 1994       | –         | Grand Est      | STA | –           | ex TER Alsace                          |
| BB 26153 | 25 mai 1994       | –         | Grand Est      | STA | –           | ex TER Alsace                          |
| BB 26158 | 20 juillet 1994   | –         | Fluo Grand Est | SGE | –           | Acquise par le Grand Est le 10/12/2018 |
| BB 26159 | 22 juillet 1994   | –         | Fluo Grand Est | SGE | –           | Acquise par le Grand Est le 10/12/2018 |
| BB 26160 | 2 août 1994       | –         | Fluo Grand Est | SGE | –           | Acquise par le Grand Est le 10/12/2018 |
| BB 26161 | 26 août 1994      | –         | Fluo Grand Est | SGE | –           | Acquise par le Grand Est le 10/12/2018 |
| BB 26162 | 16 septembre 1994 | –         | Fluo Grand Est | SGE | –           | Acquise par le Grand Est le 10/12/2018 |
| BB 26163 | 19 septembre 1994 | –         | Fluo Grand Est | SGE | –           | Acquise par le Grand Est le 10/12/2018 |
| BB 26167 | 21 novembre 1994  | OPMV      | Orange         | SCA | -           | Acquise par le Grand Est le 14/12/2019 |
| BB 26168 | 26 novembre 1994  | OPMV      | Orange         | SCA | -           | Acquise par le Grand Est le 14/12/2019 |

### Locomotives thermiques

#### BB 67400

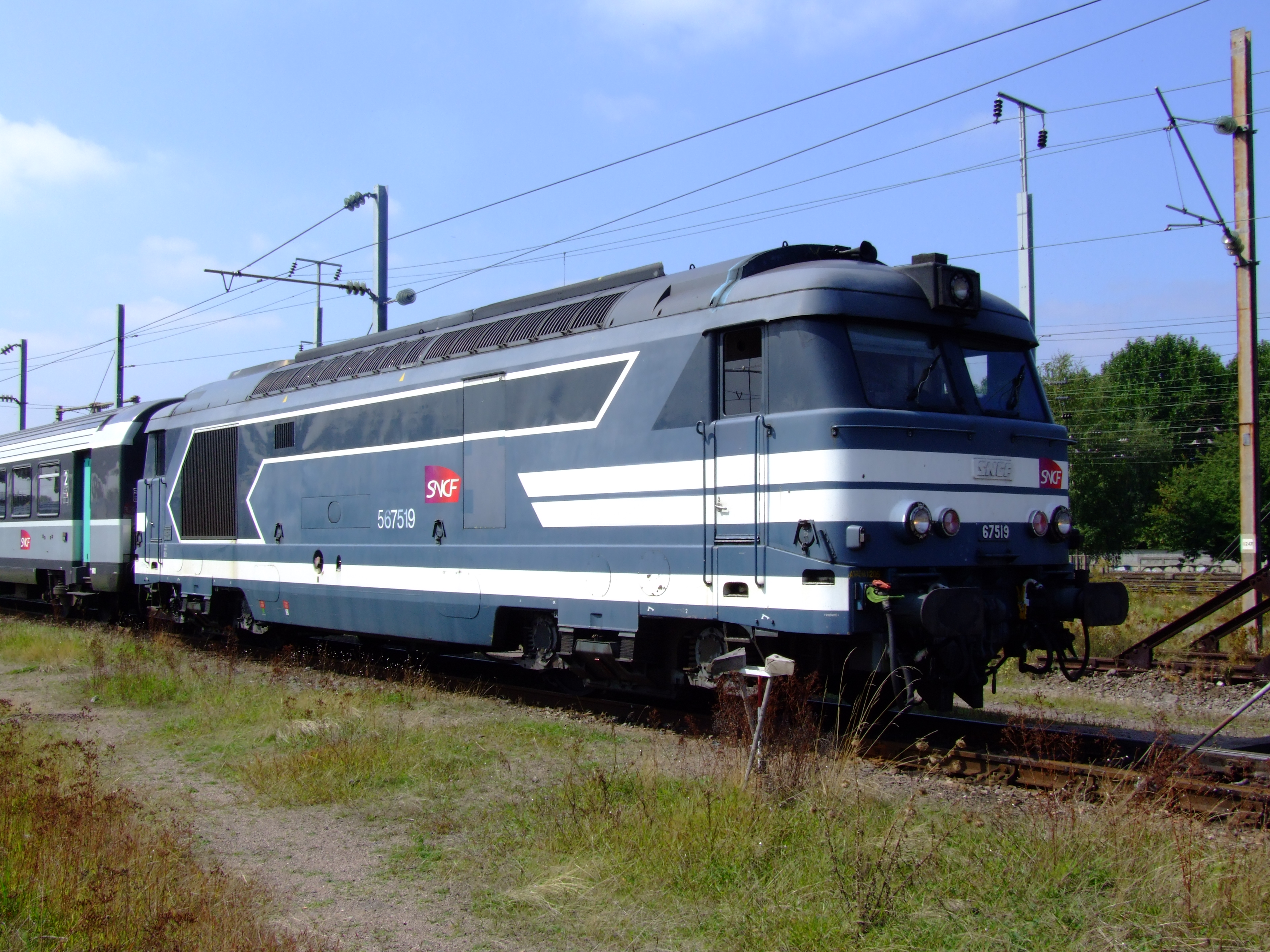
La BB 67519 à Metz.

| Motrice  | Mise en service  | Radiation | Livrée    | STF | Baptême/obs | Ancienne Région TER |
| -------- | ---------------- | --------- | --------- | --- | ----------- | ------------------- |
| BB 67464 | 9 avril 1971     | –         | En Voyage | STA | –           | ex TER Alsace       |
| BB 67512 | 29 mai 1972      | –         | Bleue     | STA | –           | ex TER Alsace       |
| BB 67519 | 28 août 1972     | –         | Bleue     | STA | –           | ex TER Alsace       |
| BB 67569 | 19 novembre 1973 | –         | Bleue     | STA | –           | ex TER Alsace       |
| BB 67591 | 15 mai 1974      | –         | Bleue     | STA | –           | ex TER Alsace       |
| BB 67603 | 10 octobre 1974  | –         | Bleue     | STA | –           | ex TER Alsace       |

### Matériel bi-mode

#### B 82500

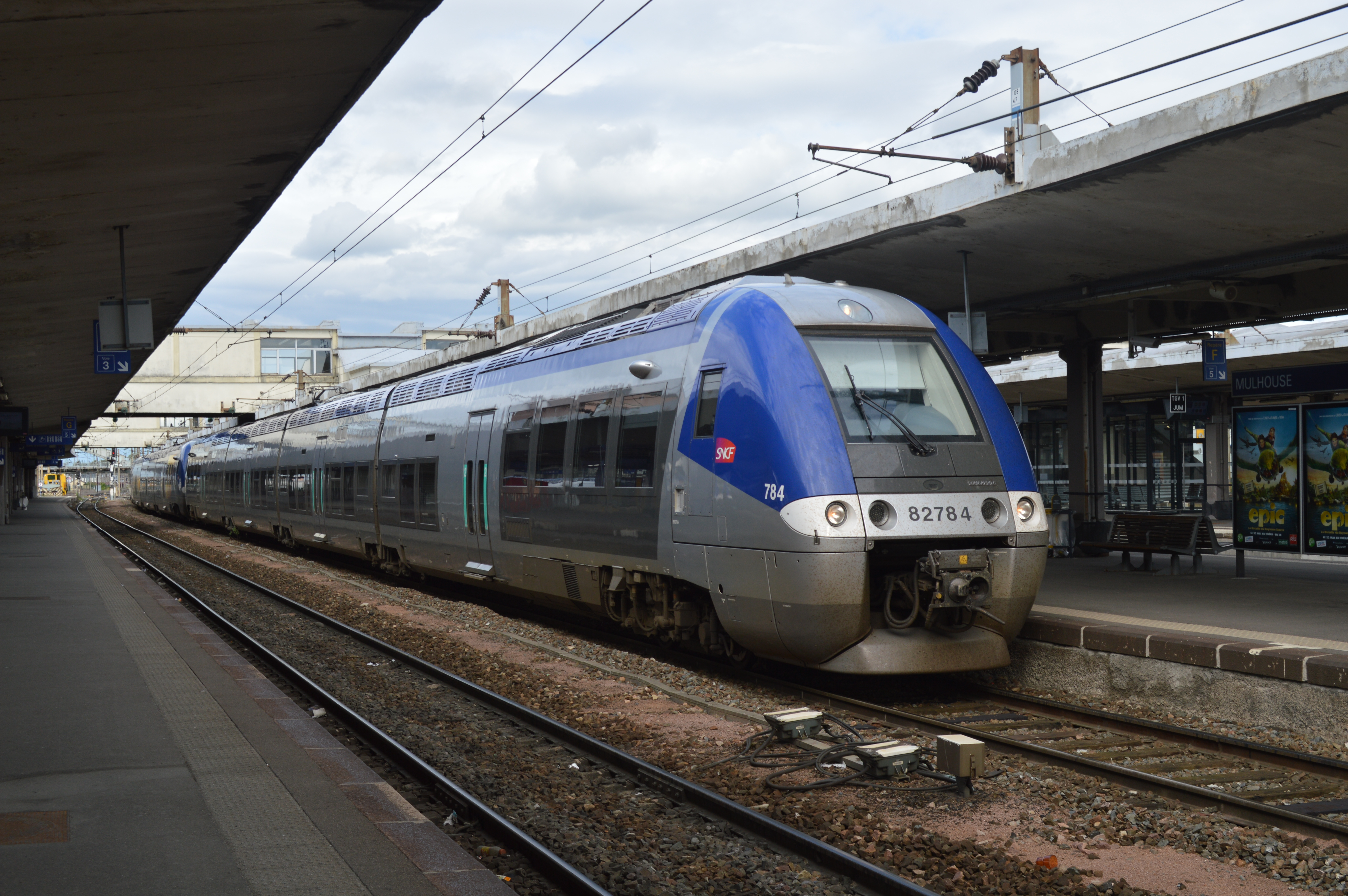
La B 82783/784 en gare de Mulhouse-Ville en 2013.

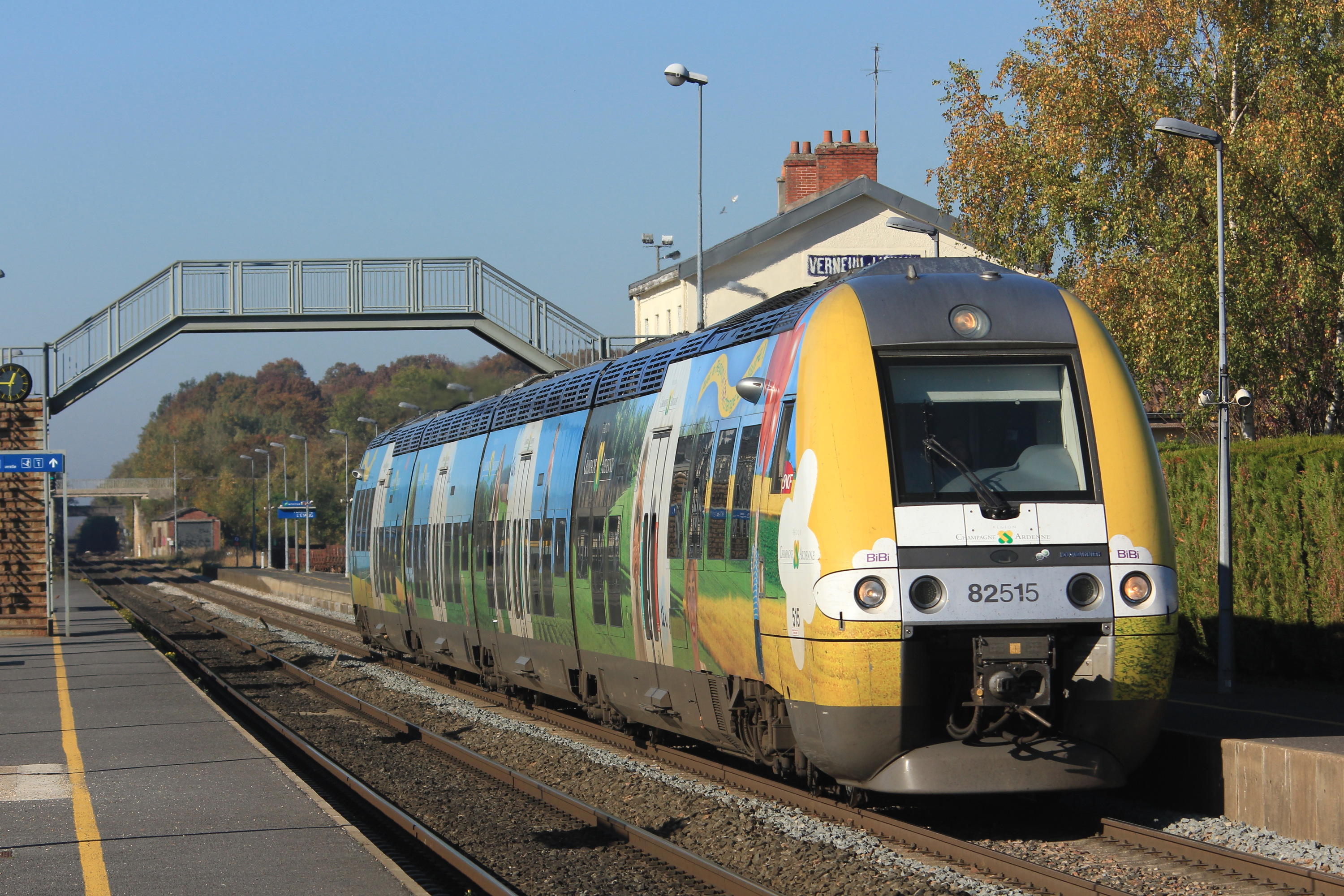
La B 82515/516 en gare de Verneuil-l'Étang.

| Rames       | Mise en service  | Radiation | Livrée            | STF | Baptême/obs       | Ancienne Région TER      |
| ----------- | ---------------- | --------- | ----------------- | --- | ----------------- | ------------------------ |
| B 82501/502 | 8 juin 2007      | –         | Champagne-Ardenne | SCA | Troyes            | ex TER Champagne-Ardenne |
| B 82503/504 | 15 mai 2007      | –         | Champagne-Ardenne | SCA | –                 | ex TER Champagne-Ardenne |
| B 82505/506 | 16 mai 2007      | –         | Champagne-Ardenne | SCA | –                 | ex TER Champagne-Ardenne |
| B 82507/508 | 9 juin 2007      | –         | Champagne-Ardenne | SCA | –                 | ex TER Champagne-Ardenne |
| B 82509/510 | 27 novembre 2008 | –         | Champagne-Ardenne | SCA | Romilly-sur-Seine | ex TER Champagne-Ardenne |
| B 82511/512 | 11 mars 2009     | –         | Champagne-Ardenne | SCA | –                 | ex TER Champagne-Ardenne |
| B 82513/514 | 23 février 2009  | –         | Champagne-Ardenne | SCA | –                 | ex TER Champagne-Ardenne |
| B 82515/516 | 11 mars 2009     | –         | Grand Est         | SCA | –                 | ex TER Champagne-Ardenne |
| B 82777/778 | 6 juillet 2010   | –         | Alsace            | STA | –                 | ex TER Alsace            |
| B 82779/780 | 6 juillet 2010   | –         | Alsace            | STA | –                 | ex TER Alsace            |
| B 82781/782 | 8 septembre 2010 | –         | Alsace            | STA | –                 | ex TER Alsace            |
| B 82783/784 | 6 octobre 2010   | –         | Alsace            | STA | –                 | ex TER Alsace            |
| B 82787/788 | 8 octobre 2010   | –         | Alsace            | STA | –                 | ex TER Alsace            |

#### B 83500

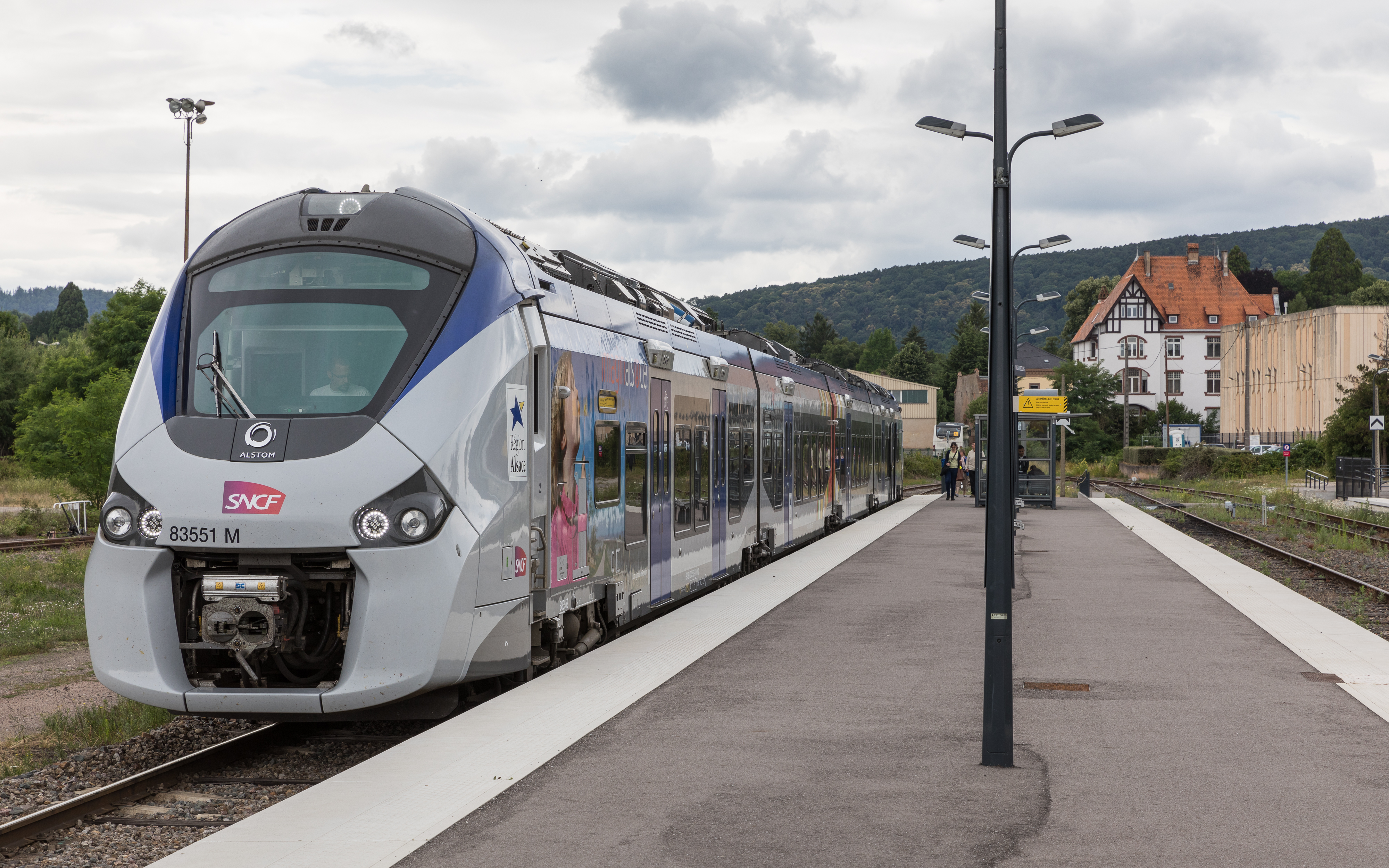
La B 83551/552 en gare de Wissembourg.

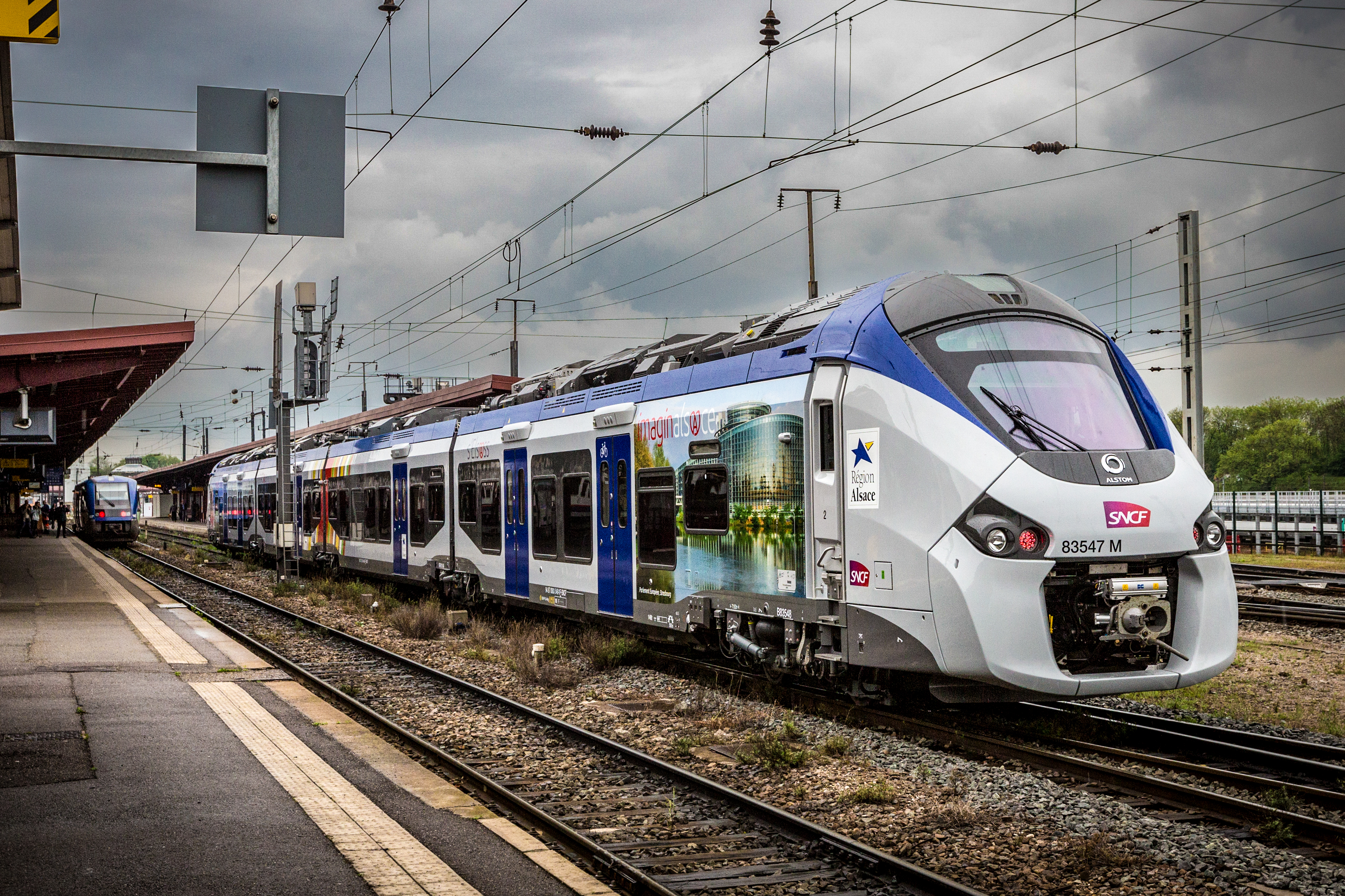
La B 83547/548 en gare de Strasbourg.

| Rames       | identif. | Mise en service   | Radiation | Livrée         | STF | Baptême/obs | Ancienne Région TER |
| ----------- | -------- | ----------------- | --------- | -------------- | --- | ----------- | ------------------- |
| B 83501/502 | 83501 L  | 11 avril 2016     | –         | Alsace         | STA | –           | ex TER Alsace       |
| B 83503/504 | 83503 L  | 2 janvier 2017    | –         | Alsace         | STA | –           | ex TER Alsace       |
| B 83505/506 | 83505 L  | 27 juin 2017      | –         | Alsace         | STA | –           | ex TER Alsace       |
| B 83507/508 | 83507 L  | 28 novembre 2014  | –         | Alsace         | STA | –           | ex TER Alsace       |
| B 83509/510 | 83509 L  | 19 décembre 2014  | –         | Alsace         | STA | –           | ex TER Alsace       |
| B 83511/512 | 83511 L  | 3 mars 2015       | –         | Alsace         | STA | –           | ex TER Alsace       |
| B 83513/514 | 83513 L  | 3 mars 2015       | –         | Alsace         | STA | –           | ex TER Alsace       |
| B 83515/516 | 83515 L  | 10 novembre 2015  | –         | Alsace         | STA | –           | ex TER Alsace       |
| B 83547/548 | 83547 M  | 31 mars 2014      | –         | Alsace         | STA | –           | ex TER Alsace       |
| B 83549/550 | 83549 M  | 31 mars 2014      | –         | Alsace         | STA | –           | ex TER Alsace       |
| B 83551/552 | 83551 M  | 30 avril 2014     | –         | Alsace         | STA | –           | ex TER Alsace       |
| B 83553/554 | 83553 M  | 30 avril 2014     | –         | Alsace         | STA | –           | ex TER Alsace       |
| B 83555/556 | 83555 M  | 12 juin 2014      | –         | Alsace         | STA | –           | ex TER Alsace       |
| B 83557/558 | 83557 M  | 25 septembre 2014 | –         | Alsace         | STA | –           | ex TER Alsace       |
| B 83559/560 | 83559 L  | 2 juillet 2015    | –         | Fluo Grand Est | STA | –           | ex TER Alsace       |
| B 83561/562 | 83561 L  | 16 décembre 2015  | –         | Alsace         | STA | –           | ex TER Alsace       |
| B 83563/564 | 83563 L  | 15 février 2016   | –         | Alsace         | STA | –           | ex TER Alsace       |
| B 83565/566 | 83565 L  | 8 février 2016    | –         | Alsace         | STA | –           | ex TER Alsace       |
| B 83567/568 | 83567 L  | 26 février 2016   | –         | Alsace         | STA | –           | ex TER Alsace       |
| B 83569/570 | 83569 L  | 5 avril 2016      | –         | Alsace         | STA | –           | ex TER Alsace       |
| B 83571/572 | 83571 L  | 23 décembre 2016  | –         | Alsace         | STA | –           | ex TER Alsace       |
| B 83573/574 | 83573 L  | 21 avril 2017     | –         | Alsace         | STA | –           | ex TER Alsace       |
| B 83575/576 | 83575 L  | 5 janvier 2018    | –         | Alsace         | STA | –           | ex TER Alsace       |
| B 83577/578 | 83577 L  | 1er août 2017     | –         | Alsace         | STA | –           | ex TER Alsace       |
| B 83585/586 | 83585 L  | 10 mars 2020      | –         | Fluo Grand Est | STA | –           | /                   |

#### B 84500

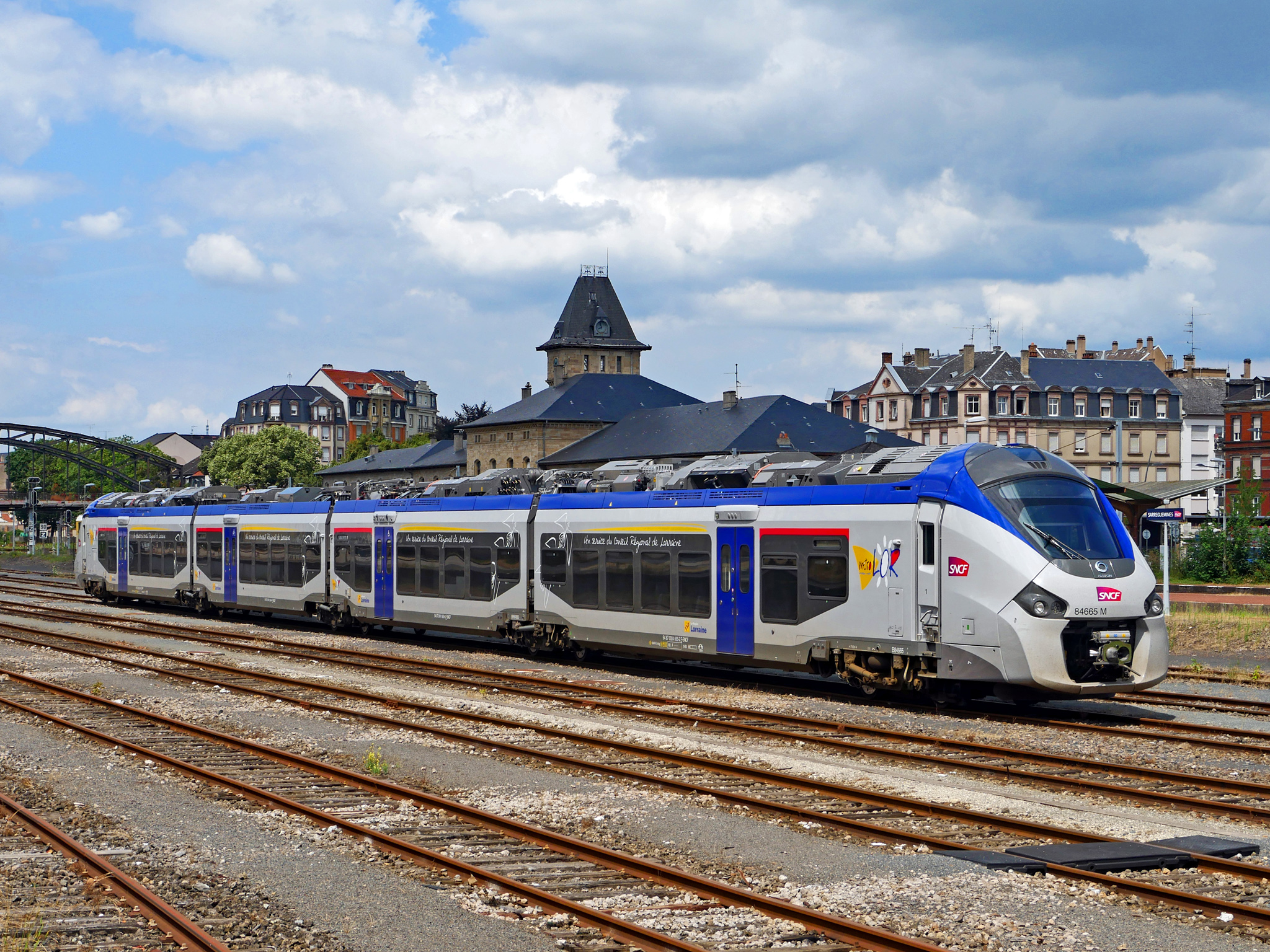
La B 84665/666 en gare de Sarreguemines.

| Rames       | identif. | Mise en service  | Radiation | Livrée         | STF | Baptême/obs | Ancienne Région TER                             |
| ----------- | -------- | ---------------- | --------- | -------------- | --- | ----------- | ----------------------------------------------- |
| B 84585/586 | 84585 M  | 13 janvier 2017  | –         | Métrolor       | SMN | –           | ex TER Lorraine                                 |
| B 84587/588 | 84587 M  | 3 juin 2014      | –         | Métrolor       | SMN | –           | ex TER Lorraine                                 |
| B 84589/590 | 84589 M  | 27 juin 2014     | –         | Métrolor       | SMN | –           | ex TER Lorraine                                 |
| B 84591/592 | 84591 M  | 24 avril 2014    | –         | Métrolor       | SMN | –           | ex TER Lorraine                                 |
| B 84593/594 | 84593 M  | 11 juillet 2014  | –         | Fluo Grand Est | SMN | –           | ex TER Lorraine                                 |
| B 84595/596 | 84595 M  | 11 décembre 2014 | –         | Métrolor       | SMN | –           | ex TER Lorraine                                 |
| B 84597/598 | 84597 M  | 29 novembre 2015 | –         | Métrolor       | STA | –           | ex TER Lorraine Muté de SMN à STA le 10/12/2018 |
| B 84599/600 | 84599 M  | 11 décembre 2015 | –         | Métrolor       | SMN | –           | ex TER Lorraine                                 |
| B 84665/666 | 84665 M  | 15 janvier 2016  | –         | Métrolor       | SMN | –           | ex TER Lorraine                                 |
| B 84667/668 | 84667 M  | 31 octobre 2016  | –         | Métrolor       | SMN | –           | ex TER Lorraine                                 |

#### B 85000
| Rames       | identif. | Mise en service  | Radiation | Livrée         | STF | Ancien service |
| ----------- | -------- | ---------------- | --------- | -------------- | --- | -------------- |
| B 85003/004 | IC1 02   | 12 décembre 2016 | –         | Carmillon      | SGE | Intercités     |
| B 85005/006 | IC1 03   | 12 décembre 2016 | –         | Carmillon      | SGE | Intercités     |
| B 85007/008 | IC1 04   | 2 décembre 2016  | –         | Carmillon      | SGE | Intercités     |
| B 85009/010 | IC1 05   | 2 décembre 2016  | –         | Carmillon      | SGE | Intercités     |
| B 85011/012 | IC1 06   | 15 décembre 2016 | –         | Carmillon      | SGE | Intercités     |
| B 85013/014 | IC1 07   | 16 décembre 2016 | –         | Carmillon      | SGE | Intercités     |
| B 85015/016 | IC1 08   | 26 décembre 2016 | –         | Carmillon      | SGE | Intercités     |
| B 85017/018 | IC1 09   | 23 décembre 2016 | –         | Carmillon      | SGE | Intercités     |
| B 85019/020 | IC1 10   | 23 décembre 2016 | –         | Carmillon      | SGE | Intercités     |
| B 85021/022 | IC1 11   | 7 mars 2017      | –         | Carmillon      | SGE | Intercités     |
| B 85023/024 | IC1 12   | 7 mars 2017      | –         | Carmillon      | SGE | Intercités     |
| B 85025/026 | IC1 13   | 2 mars 2017      | –         | Carmillon      | SGE | Intercités     |
| B 85027/028 | IC1 14   | 10 juillet 2017  | –         | Carmillon      | SGE | Intercités     |
| B 85029/030 | IC1 15   | 3 avril 2017     | –         | Carmillon      | SGE | Intercités     |
| B 85031/032 | IC1 16   | 3 avril 2017     | –         | Carmillon      | SGE | Intercités     |
| B 85033/034 | IC1 17   | 4 mai 2017       | –         | Carmillon      | SGE | Intercités     |
| B 85035/036 | IC1 18   | 15 mai 2017      | –         | Carmillon      | SGE | Intercités     |
| B 85037/038 | IC1 19   | 15 mai 2017      | –         | Carmillon      | SGE | Intercités     |
| B 85039/040 | IC1 20   | 1er juin 2017    | –         | Carmillon      | SGE | Intercités     |
| B 85069/070 | 85069 L  | 11 février 2019  | –         | Carmillon      | SGE | /              |
| B 85071/072 | 85071 L  | 11 février 2019  | –         | Carmillon      | SGE | /              |
| B 85073/074 | 85073L   | 20 janvier 2020  | –         | Fluo Grand Est | SGE | /              |
| B 85075/076 | 85075L   | 21 janvier 2020  | –         | Fluo Grand Est | SGE | /              |
| B 85077/078 | 85077L   | 28 février 2020  | –         | Fluo Grand Est | SGE | /              |

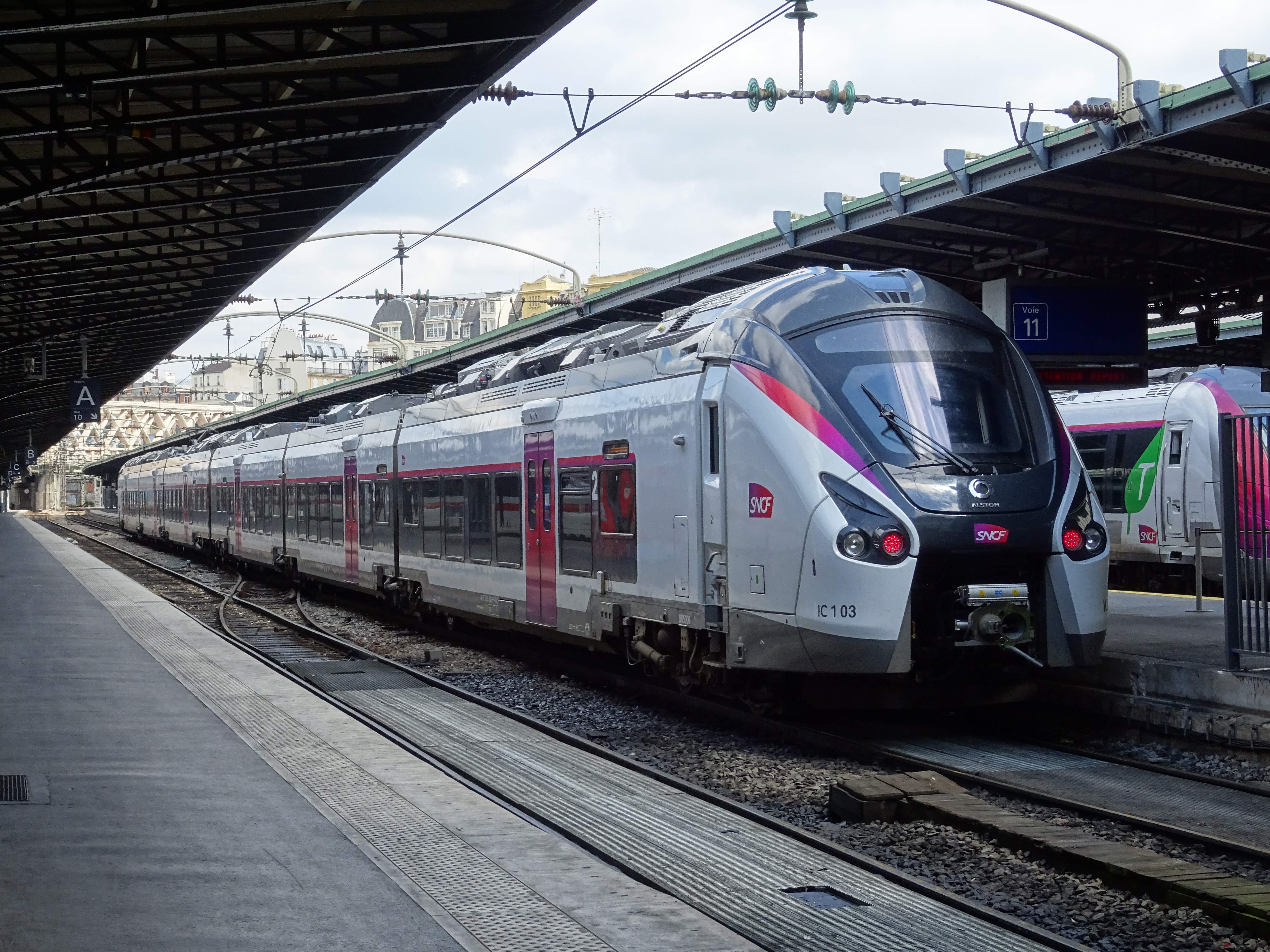
La B 85005/006 à Paris-Est.

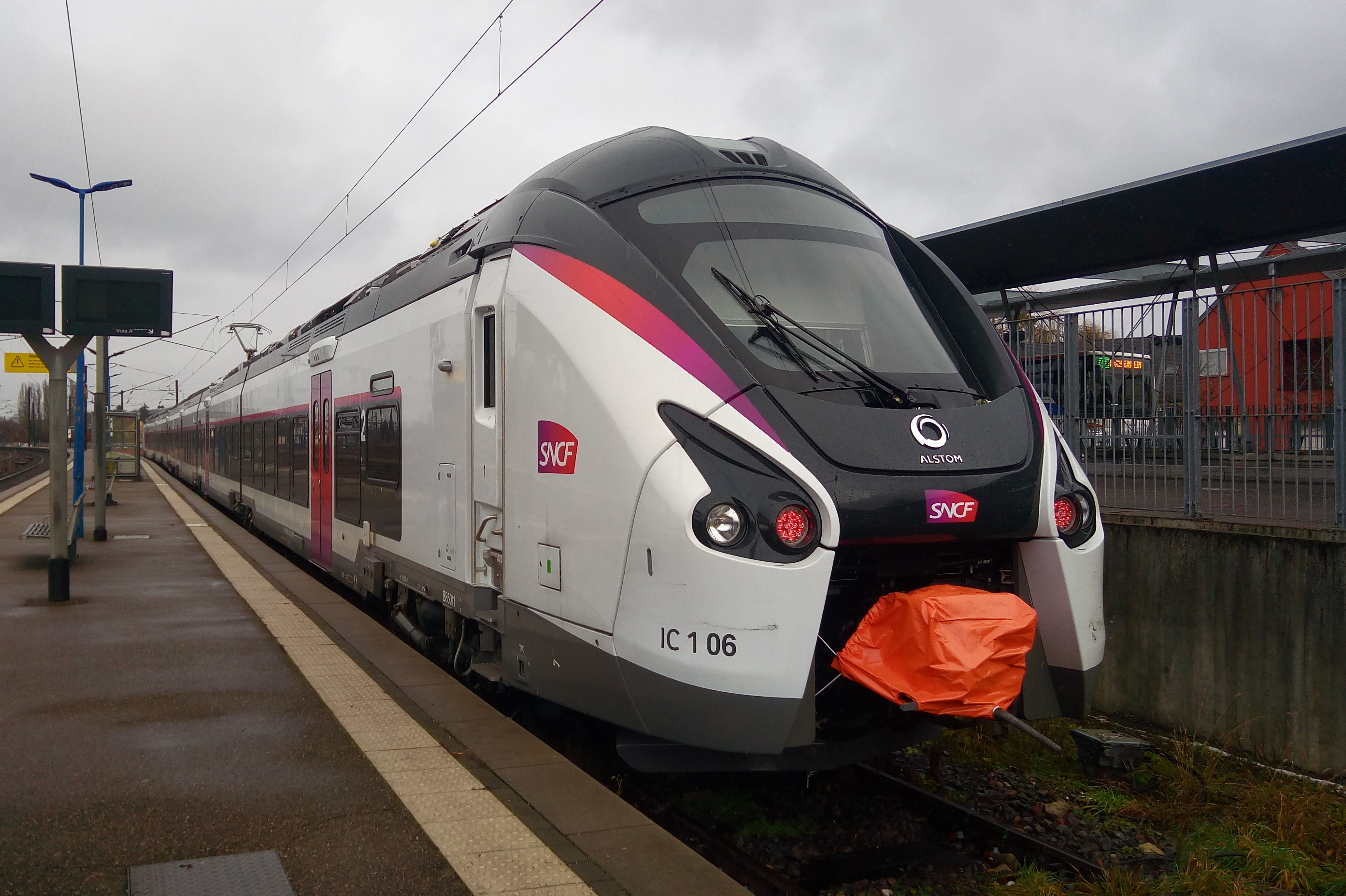
La B 85011/012 en gare de Saverne.

Cette série, mise en service entre 2018 et 2020, est prévue pour les liaisons régionales suivantes :
- Paris-Est – Troyes – Belfort – Mulhouse (liaison Intercités disposant de ce matériel avant le transfert à la région) ;
- Paris-Est – Culmont-Chalindrey (liaison Intercités disposant de ce matériel avant le transfert à la région) ;
- Paris-Est – Bar-le-Duc (TER Vallée de la Marne) ;
- Nancy – Strasbourg (TER).

B 85500

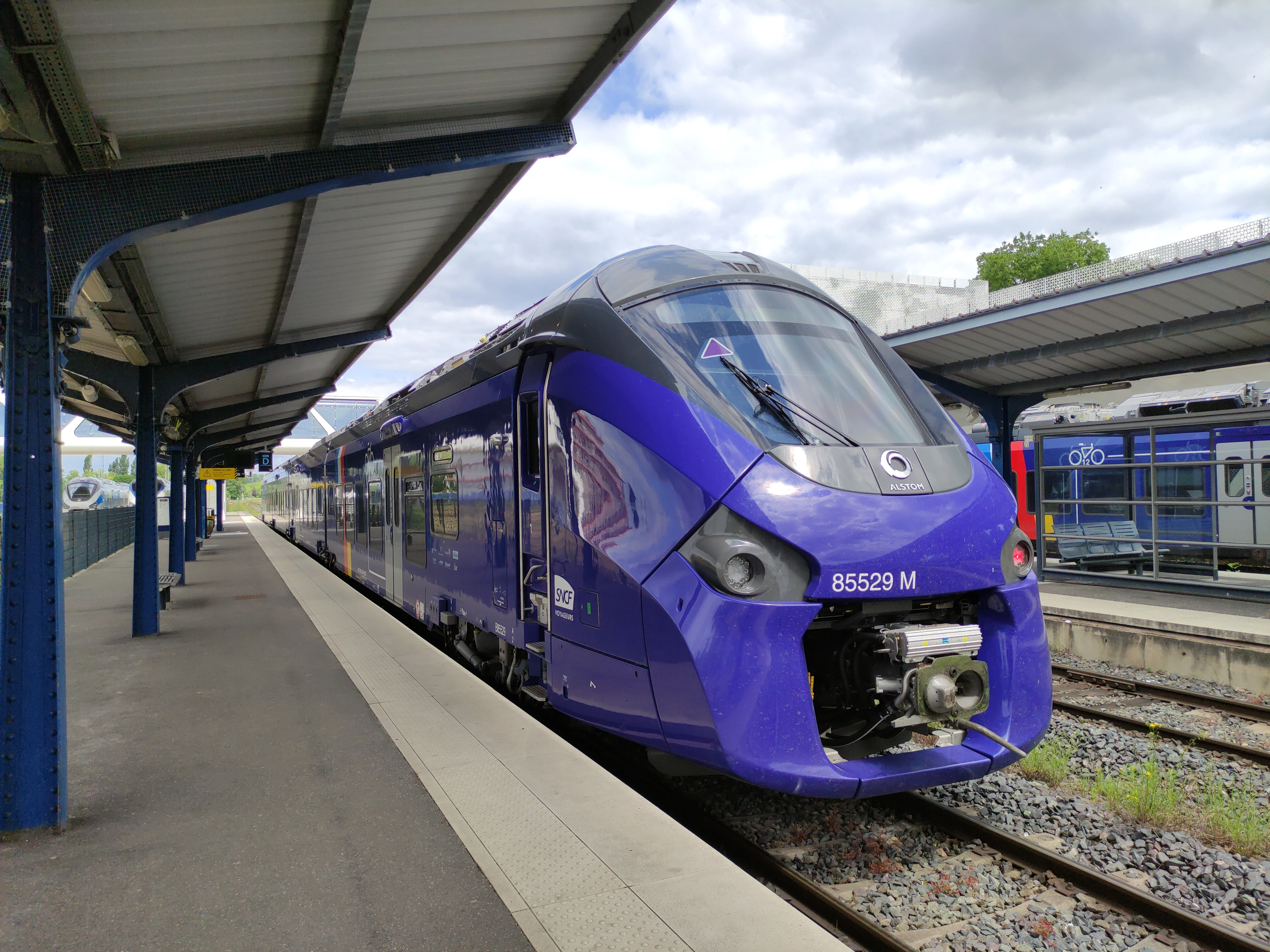
Régiolis TFA B 85529/530 en gare de Haguenau

Cette liste traite des B 85500 dit « Régiolis TFA », matériel bimode et bicourant aptes 25kV 50Hz et 15kV 16.7Hz destiné à la desserte transfrontalière entre la région Grand Est et les Land de Bade-Wurtemberg, Rhénanie-Palatinat et Sarre.
30 rames ont été commandées par la région Grand Est et sont en cours d'assemblage et livraison par l'usine CAF de Reichshoffen. Ce seront des rames de 4 caisses chacune en livrée spéciale Transfrontalière et équipées des systèmes de sécurité PZB et ERTMS. Au moins vingt-quatre rames circulent actuellement en Alsace et Moselle sur les étoiles de Strasbourg, Mulhouse, Metz et Sarreguemines, les circulations en Allemagne sont prévues pour fin 2025.
État du matériel au 19/07/2025 (liste non exhaustive)
| Rames      | identif. | Mise en service | Radiation | Livrée           | STF | Ancien service |
| ---------- | -------- | --------------- | --------- | ---------------- | --- | -------------- |
| B 85505/06 | 85505M   | novembre 2024   | -         | Transfrontalière | SGE |                |
| B 85507/08 | 85507M   | novembre 2024   | -         | Transfrontalière | SGE |                |
| B 85511/12 | 85511M   | novembre 2024   | -         | Transfrontalière | SGE |                |
| B 85513/14 | 85513M   | novembre 2024   | -         | Transfrontalière | SGE |                |
| B 85515/16 | 85515M   | novembre 2024   | -         | Transfrontalière | SGE |                |
| B 85517/18 | 85517M   |                 | -         | Transfrontalière | SGE |                |
| B 85519/20 | 85519M   |                 | -         | Transfrontalière | SGE |                |
| B 85521/22 | 85521M   |                 | -         | Transfrontalière | SGE |                |
| B 85527/28 | 85527M   |                 | -         | Transfrontalière | SGE |                |
| B 85529/30 | 85529M   |                 | -         | Transfrontalière | SGE |                |
| B 85531/32 | 85531M   | novembre 2024   | -         | Transfrontalière | SGE |                |
| B 85533/34 | 85533M   |                 | -         | Transfrontalière | SGE |                |
| B 85535/36 | 85535M   | novembre 2024   | -         | Transfrontalière | SGE |                |
| B 85537/38 | 85537M   |                 | -         | Transfrontalière | SGE |                |
| B 85539/40 | 85539M   |                 | -         | Transfrontalière | SGE |                |
| B 85541/42 | 85541M   |                 | -         | Transfrontalière | SGE |                |
| B 85543/44 | 85543M   | novembre 2024   | -         | Transfrontalière | SGE |                |
| B 85545/46 | 85545M   | novembre 2024   | -         | Transfrontalière | SGE |                |
| B 85547/48 | 85547M   |                 | -         | Transfrontalière | SGE |                |
| B 85549/50 | 85549M   | novembre 2024   | -         | Transfrontalière | SGE |                |
| B 85551/52 | 85551M   | novembre 2024   | -         | Transfrontalière | SGE |                |
| B 85553/54 | 85553M   |                 | -         | Transfrontalière | SGE |                |
| B 85555/56 | 85555M   |                 | -         | Transfrontalière | SGE |                |
| B 85557/58 | 85557M   | novembre 2024   | -         | Transfrontalière | SGE |                |
| B 85561/62 | 85561M   |                 | -         | Transfrontalière | SGE |                |

### Matériel Tram-train

#### U 25500
| Rames      | identif. | Mise en service  | Radiation | STF | Baptême/obs | Ancienne Région TER |
| ---------- | -------- | ---------------- | --------- | --- | ----------- | ------------------- |
| U 25531/32 | TT 16    | 17 décembre 2010 | –         | STA | –           | ex TER Alsace       |
| U 25533/34 | TT 17    | 17 décembre 2010 | –         | STA | –           | ex TER Alsace       |
| U 25535/36 | TT 18    | 17 décembre 2010 | –         | STA | –           | ex TER Alsace       |
| U 25537/38 | TT 19    | 17 décembre 2010 | –         | STA | –           | ex TER Alsace       |
| U 25539/40 | TT 20    | 17 décembre 2010 | –         | STA | –           | ex TER Alsace       |
| U 25541/42 | TT 21    | 17 décembre 2010 | –         | STA | –           | ex TER Alsace       |
| U 25543/44 | TT 22    | 17 décembre 2010 | –         | STA | –           | ex TER Alsace       |
| U 25545/46 | TT 23    | 17 décembre 2010 | –         | STA | –           | ex TER Alsace       |
| U 25547/48 | TT 24    | 17 décembre 2010 | –         | STA | –           | ex TER Alsace       |
| U 25549/50 | TT 25    | 17 décembre 2010 | –         | STA | –           | ex TER Alsace       |
| U 25551/52 | TT 26    | 17 décembre 2010 | –         | STA | –           | ex TER Alsace       |
| U 25553/54 | TT 27    | 14 janvier 2011  | –         | STA | –           | ex TER Alsace       |

### Matériel électrique

#### Z 11500

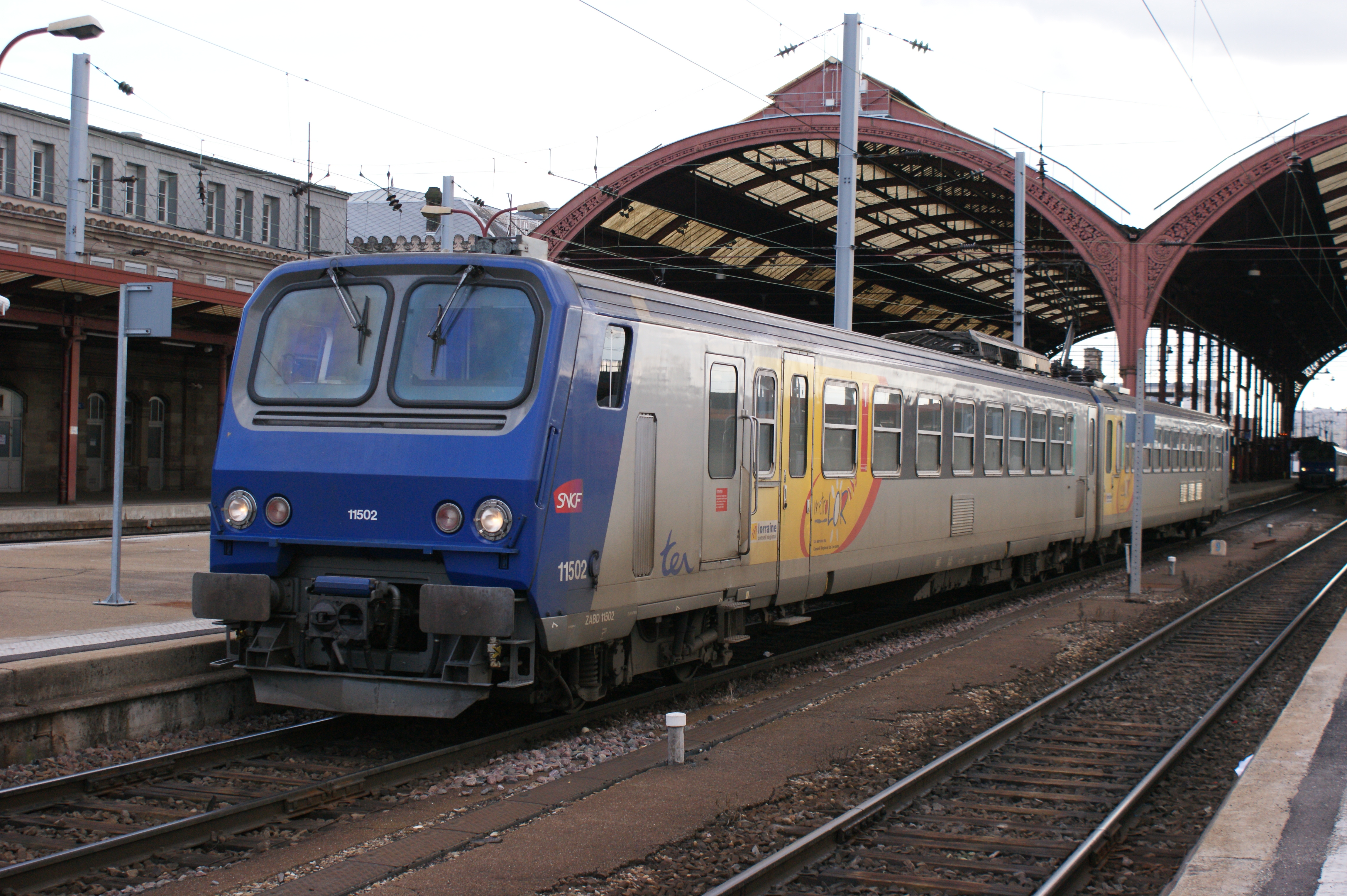
La Z 11502 en gare de Strasbourg.

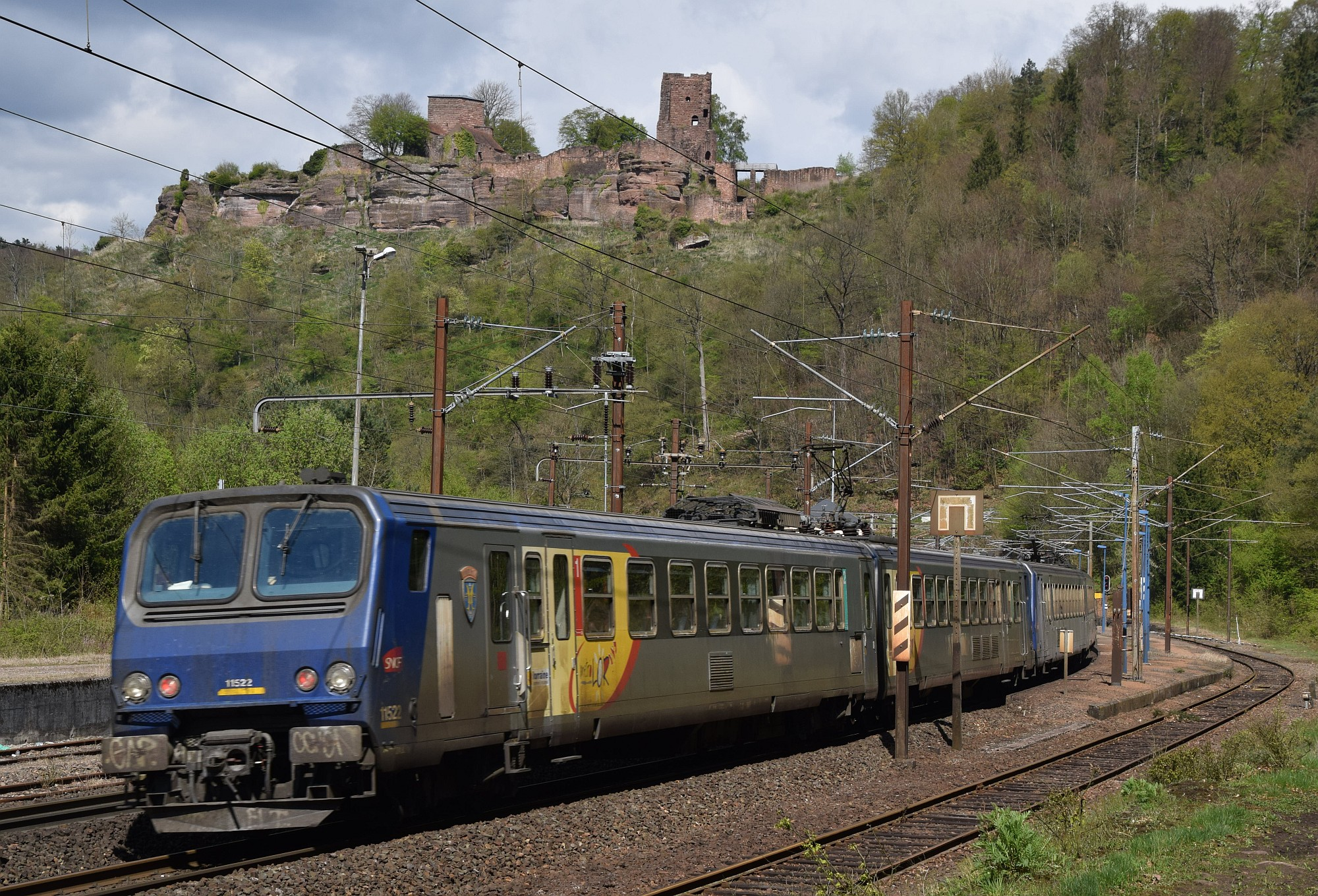
Les Z 11522 et Z 11507 en gare de Lutzelbourg.

| Rames   | Mise en service   | Radiation                                     | Livrée          | STF | Baptême/obs      | Ancienne Région TER |
| ------- | ----------------- | --------------------------------------------- | --------------- | --- | ---------------- | ------------------- |
| Z 11501 | 2 décembre 1986   | 12 décembre 2017                              | TER unifiée     | SMN | Schiltigheim     | ex TER Lorraine     |
| Z 11502 | 14 janvier 1987   | –                                             | Métrolor        | SMN | –                | ex TER Lorraine     |
| Z 11503 | 4 février 1987    | 14 décembre 2018(accident le 25 octobre 2018) | Métrolor        | SMN | –                | ex TER Lorraine     |
| Z 11504 | 12 février 1987   | –                                             | Fluo / Métrolor | SMN | –                | ex TER Lorraine     |
| Z 11505 | 28 mars 1987      | 12 décembre 2017                              | TER unifiée     | SMN | –                | ex TER Lorraine     |
| Z 11506 | 7 avril 1987      | 12 décembre 2017                              | Métrolor        | SMN | –                | ex TER Lorraine     |
| Z 11507 | 5 mai 1987        | –                                             | TER unifiée     | SMN | –                | ex TER Lorraine     |
| Z 11508 | 16 mai 1987       | –                                             | Fluo Grand Est  | SMN | –                | ex TER Lorraine     |
| Z 11509 | 30 mai 1987       | –                                             | Métrolor        | SMN | –                | ex TER Lorraine     |
| Z 11510 | 20 juin 1987      | –                                             | Métrolor        | SMN | –                | ex TER Lorraine     |
| Z 11511 | 11 juillet 1987   | –                                             | Métrolor        | SMN | –                | ex TER Lorraine     |
| Z 11512 | 23 juillet 1987   | 12 décembre 2017                              | Métrolor        | SMN | –                | ex TER Lorraine     |
| Z 11513 | 31 juillet 1987   | 29 septembre 2021                             | Métrolor        | SMN | –                | ex TER Lorraine     |
| Z 11514 | 12 septembre 1987 | –                                             | Fluo / Métrolor | SMN | –                | ex TER Lorraine     |
| Z 11515 | 25 septembre 1987 | 7 août 2018                                   | TER unifiée     | SMN | –                | ex TER Lorraine     |
| Z 11516 | 16 octobre 1987   | 12 décembre 2017                              | Métrolor        | SMN | Rémilly          | ex TER Lorraine     |
| Z 11517 | 4 novembre 1987   | –                                             | Métrolor        | SMN | Ancy-sur-Moselle | ex TER Lorraine     |
| Z 11518 | 25 novembre 1987  | –                                             | Fluo Grand Est  | SMN | –                | ex TER Lorraine     |
| Z 11519 | 11 décembre 1987  | –                                             | Métrolor        | SMN | –                | ex TER Lorraine     |
| Z 11520 | 23 décembre 1987  | –                                             | Métrolor        | SMN | –                | ex TER Lorraine     |
| Z 11521 | 10 février 1988   | –                                             | Fluo Grand Est  | SMN | Woippy           | ex TER Lorraine     |
| Z 11522 | 29 mai 1988       | 14 décembre 2018                              | Métrolor        | SMN | Longuyon         | ex TER Lorraine     |

#### Z 24500/Z 26500

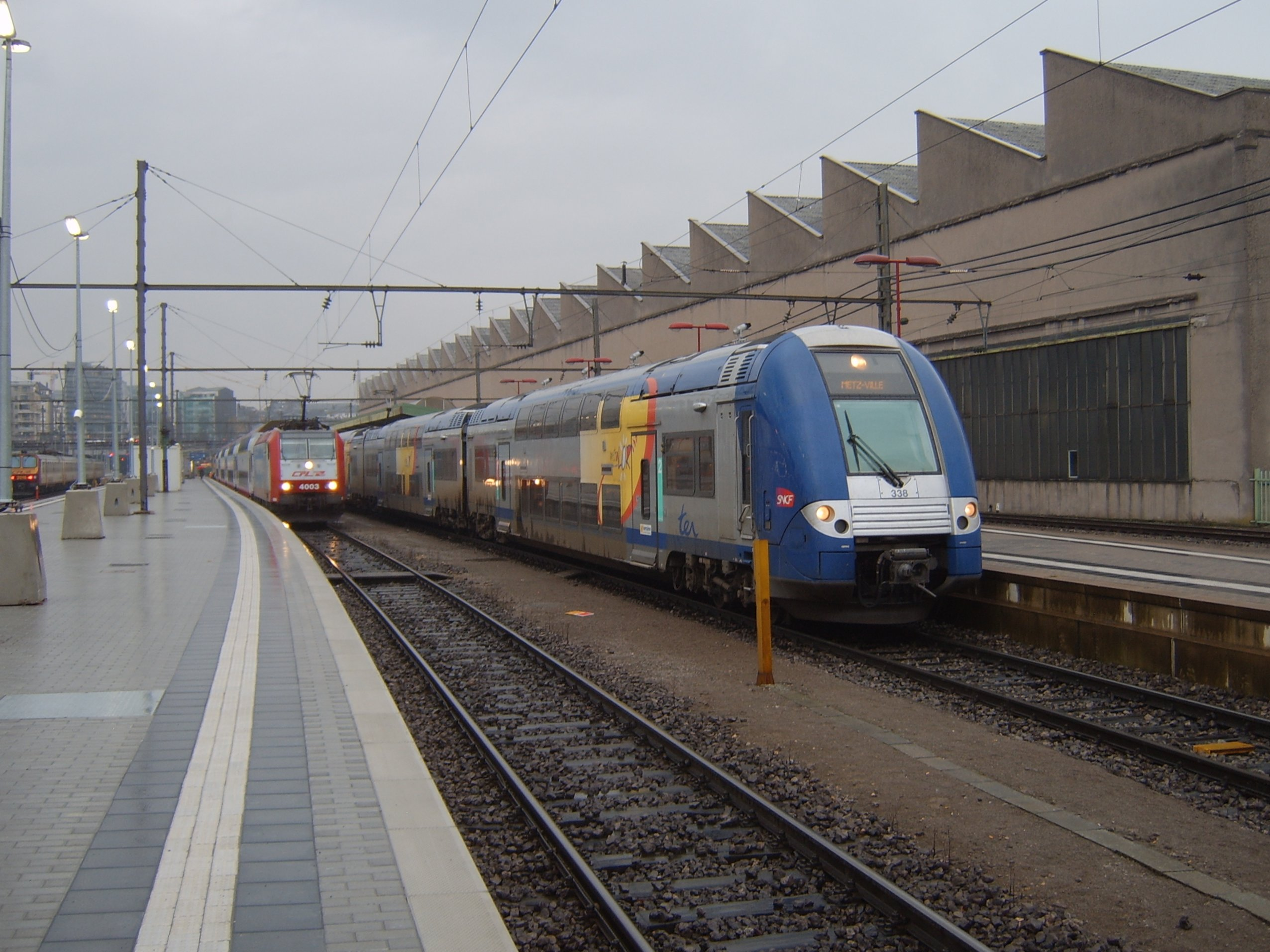
La Z 24575/576 en gare de Luxembourg.

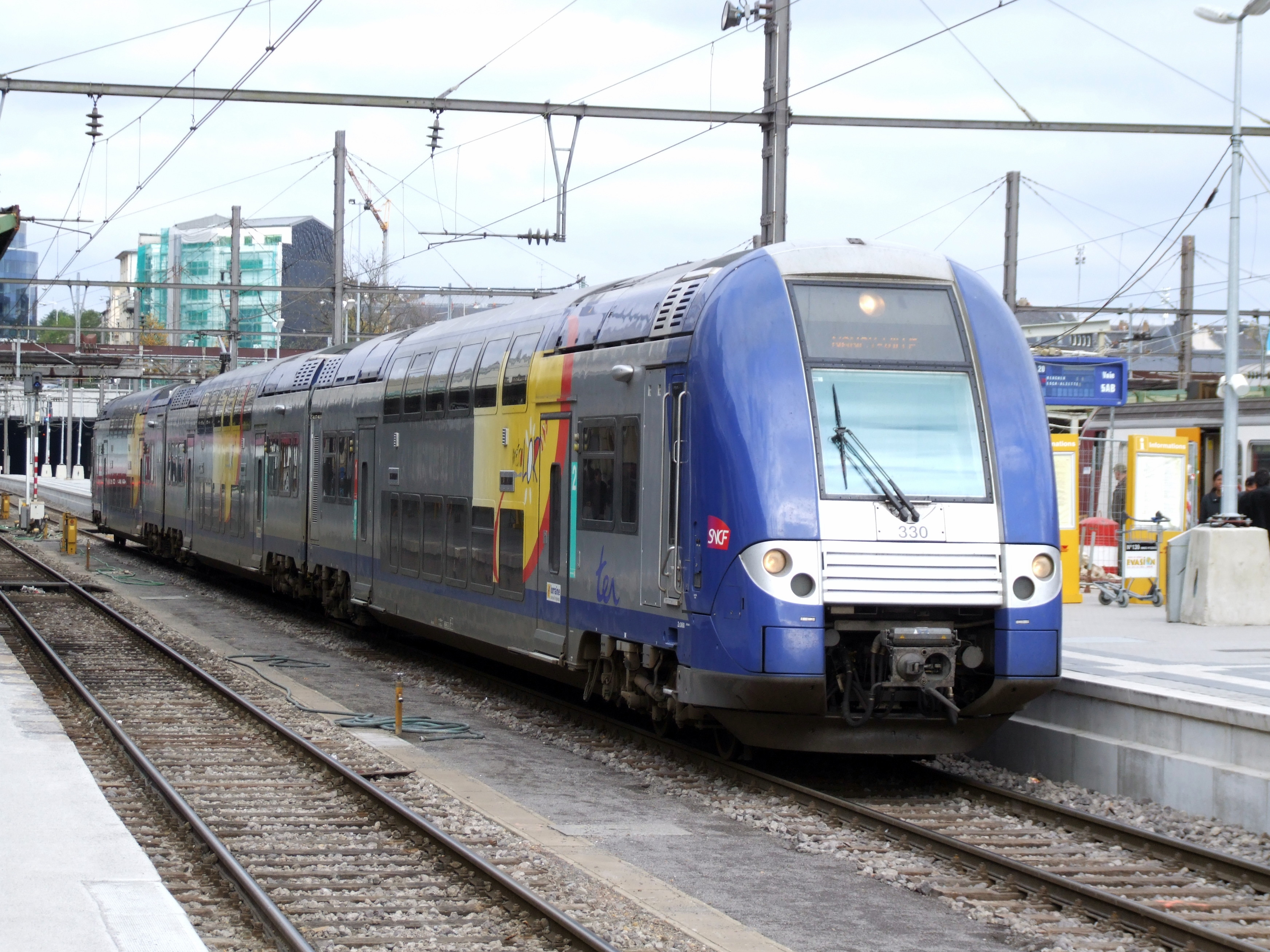
La Z 24559/560 en gare de Luxembourg.

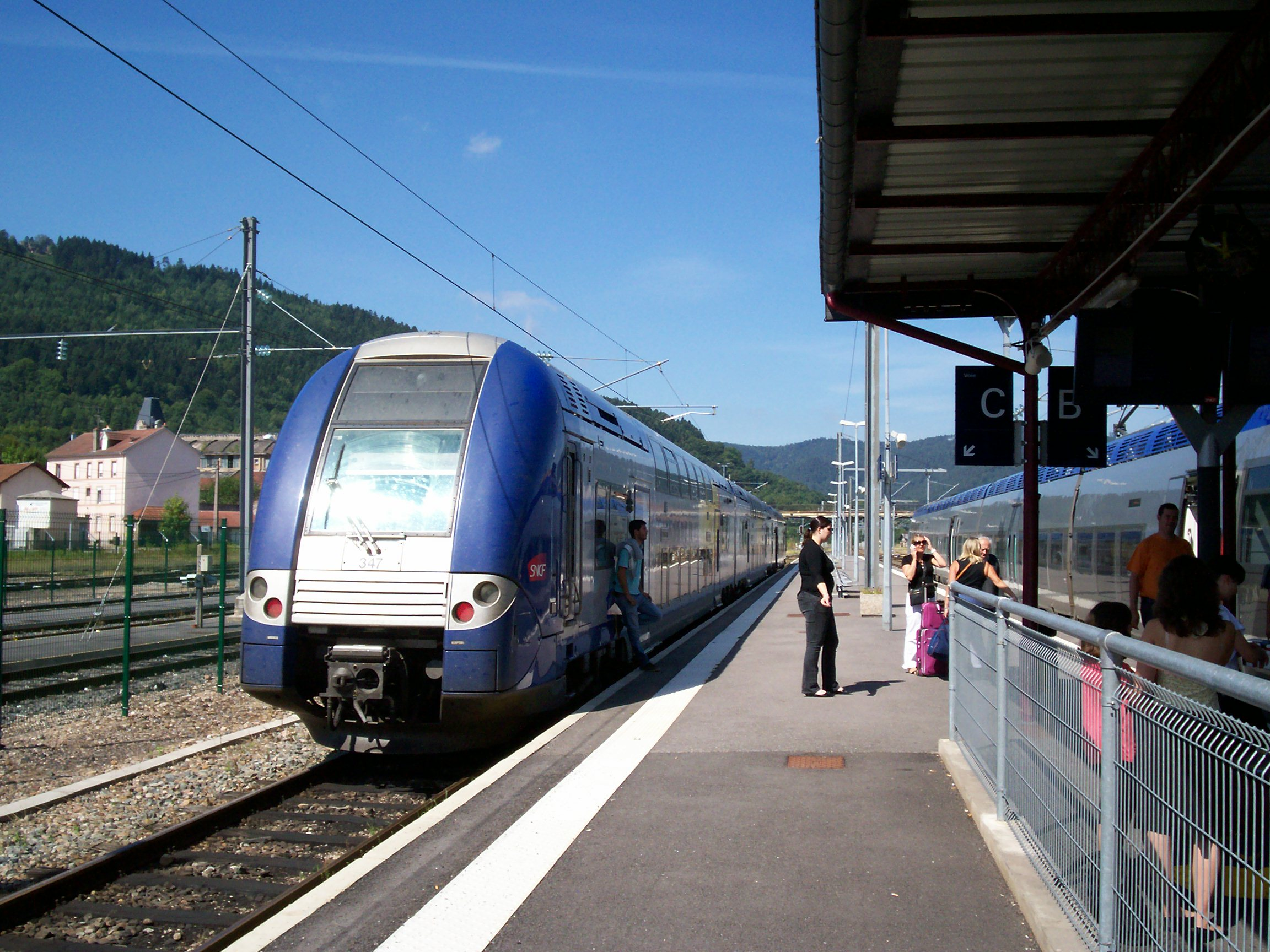
La Z 24593/594 en gare de Saint-Dié-des-Vosges.

| Rames       | identif. | Nombre de caisse | Mise en service   | Radiation | Livrée          | STF | Baptême/obs | Ancienne région TER |
| ----------- | -------- | ---------------- | ----------------- | --------- | --------------- | --- | ----------- | ------------------- |
| Z 24503/504 | 302      | 3                | 7 mai 2004        | –         | Fluo            | SMN | –           | ex TER Lorraine     |
| Z 24511/512 | 306      | 3                | 12 juillet 2004   | –         | Fluo            | SMN | –           | ex TER Lorraine     |
| Z 24519/520 | 310      | 3                | 1er octobre 2004  | –         | Fluo            | SMN | –           | ex TER Lorraine     |
| Z 24525/526 | 313      | 3                | 21 octobre 2004   | –         | Métrolor        | SMN | –           | ex TER Lorraine     |
| Z 24547/548 | 324      | 3                | 30 janvier 2005   | –         | Métrolor        | SMN | –           | ex TER Lorraine     |
| Z 24551/552 | 326      | 3                | 11 février 2005   | –         | Métrolor        | SMN | –           | ex TER Lorraine     |
| Z 24559/560 | 330      | 3                | 27 avril 2005     | –         | Métrolor        | SMN | –           | ex TER Lorraine     |
| Z 24569/570 | 335      | 3                | 29 juillet 2005   | –         | Métrolor        | SMN | –           | ex TER Lorraine     |
| Z 24571/572 | 336      | 3                | 12 septembre 2005 | –         | Métrolor        | SMN | –           | ex TER Lorraine     |
| Z 24575/576 | 338      | 3                | 17 février 2006   | –         | Métrolor        | SMN | –           | ex TER Lorraine     |
| Z 24579/580 | 340      | 3                | 13 février 2006   | –         | Métrolor        | SMN | –           | ex TER Lorraine     |
| Z 24581/582 | 341      | 3                | 17 février 2006   | –         | Métrolor        | SMN | –           | ex TER Lorraine     |
| Z 24585/586 | 343      | 3                | 6 mars 2006       | –         | Métrolor        | SMN | –           | ex TER Lorraine     |
| Z 24587/588 | 344      | 3                | 4 mai 2006        | –         | Métrolor        | SMN | –           | ex TER Lorraine     |
| Z 24593/594 | 347      | 3                | 14 juin 2006      | –         | Métrolor        | SMN | –           | ex TER Lorraine     |
| Z 24623/624 | 362      | 3                | 14 décembre 2006  | –         | Métrolor        | SMN | –           | ex TER Lorraine     |
| Z 24625/626 | 363      | 3                | 10 janvier 2007   | –         | Métrolor        | SMN | –           | ex TER Lorraine     |
| Z 24627/628 | 364      | 3                | 15 janvier 2007   | –         | Métrolor        | SMN | –           | ex TER Lorraine     |
| Z 24629/630 | 365      | 3                | 24 janvier 2007   | –         | Métrolor        | SMN | –           | ex TER Lorraine     |
| Z 24637/638 | 369      | 3                | 26 février 2007   | –         | Métrolor        | SMN | –           | ex TER Lorraine     |
| Z 24639/640 | 370      | 3                | 23 mars 2007      | –         | Métrolor        | SMN | –           | ex TER Lorraine     |
| Z 24667/668 | 384      | 3                | 26 mars 2008      | –         | Métrolor        | SMN | –           | ex TER Lorraine     |
| Z 24669/670 | 385      | 3                | 14 avril 2008     | –         | Métrolor        | SMN | –           | ex TER Lorraine     |
| Z 24671/672 | 386      | 3                | 16 avril 2008     | –         | Métrolor        | SMN | –           | ex TER Lorraine     |
| Z 24673/674 | 387      | 3                | 2 mai 2008        | –         | Métrolor        | SMN | –           | ex TER Lorraine     |
| Z 26603/604 | 552      | 5                | 17 décembre 2008  | _         | Haute-Normandie | SMN | Essai       | ex TER Nomandie     |
| Z 26605/606 | 553      | 5                | 17 décembre 2008  | _         | Haute-Normandie | SMN | Essai       | ex TER Normandie    |

#### Z 27500

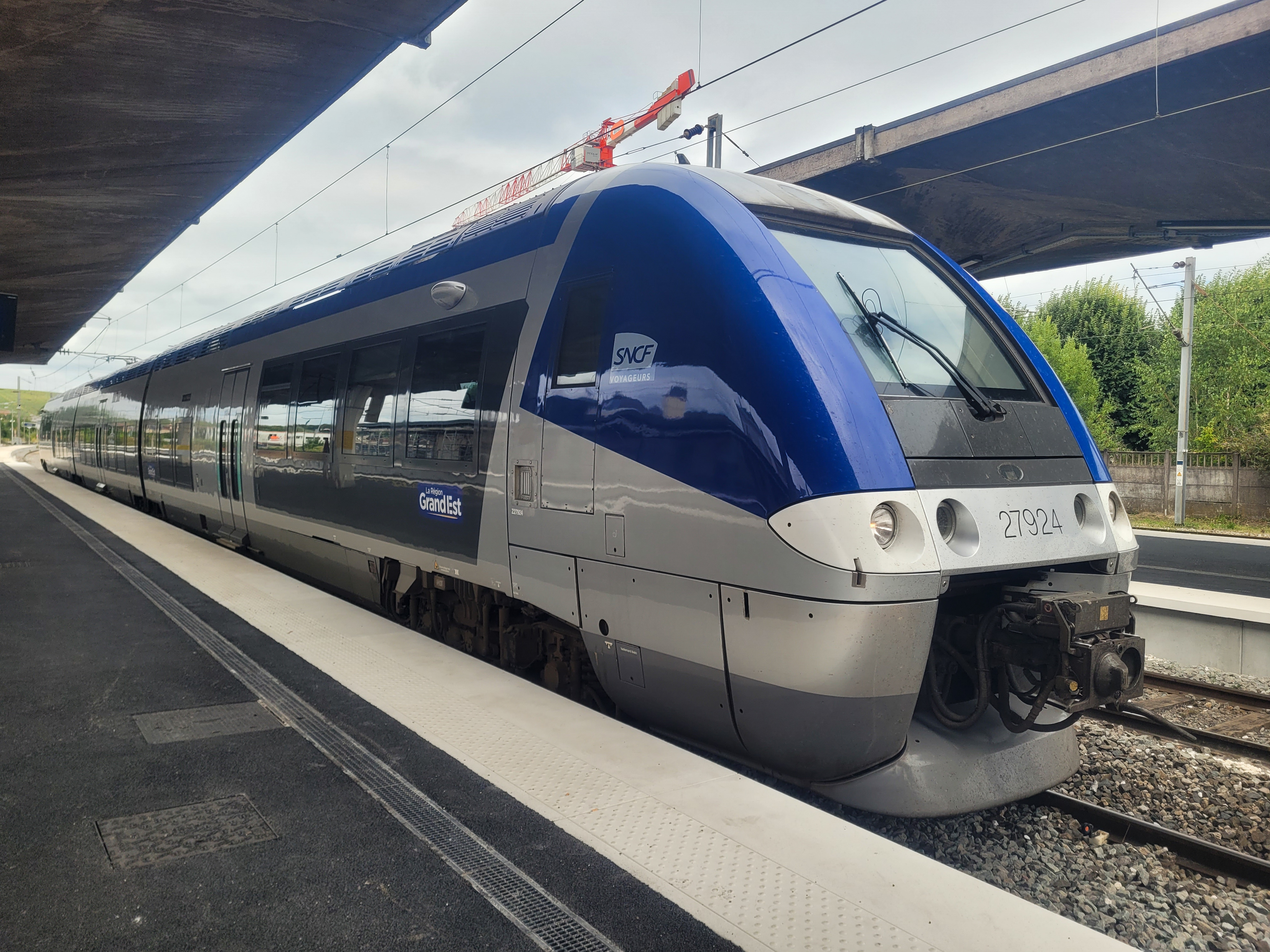
Z 27500 en livrée TER Grand Est en gare d'Épernay.

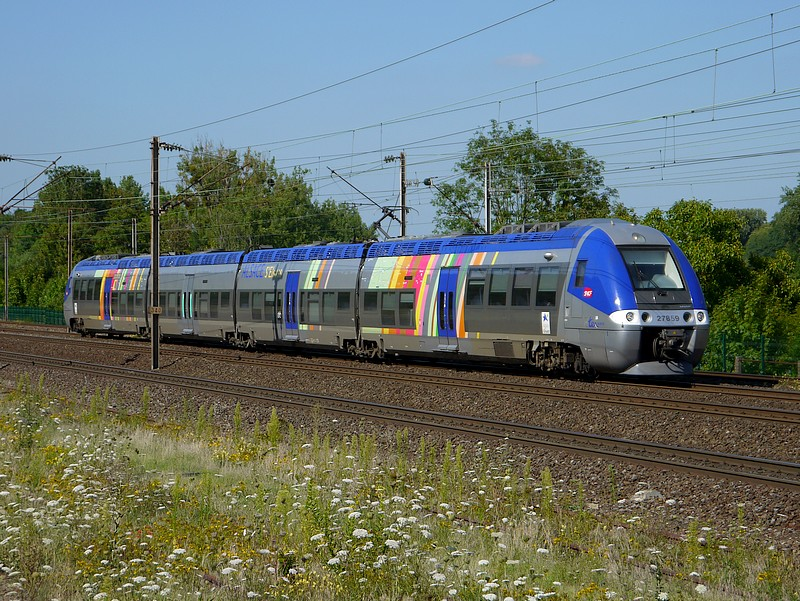
Z 27500 en livrée TER Alsace.

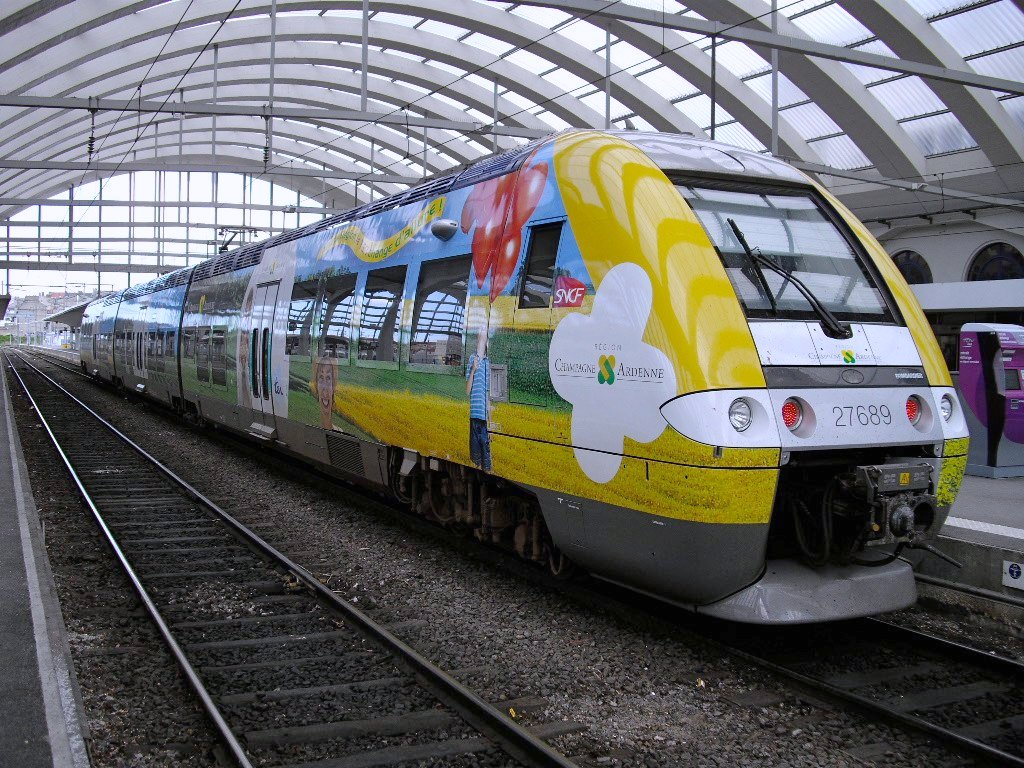
Z 27500 en livrée TER Champagne-Ardenne en gare de Reims.

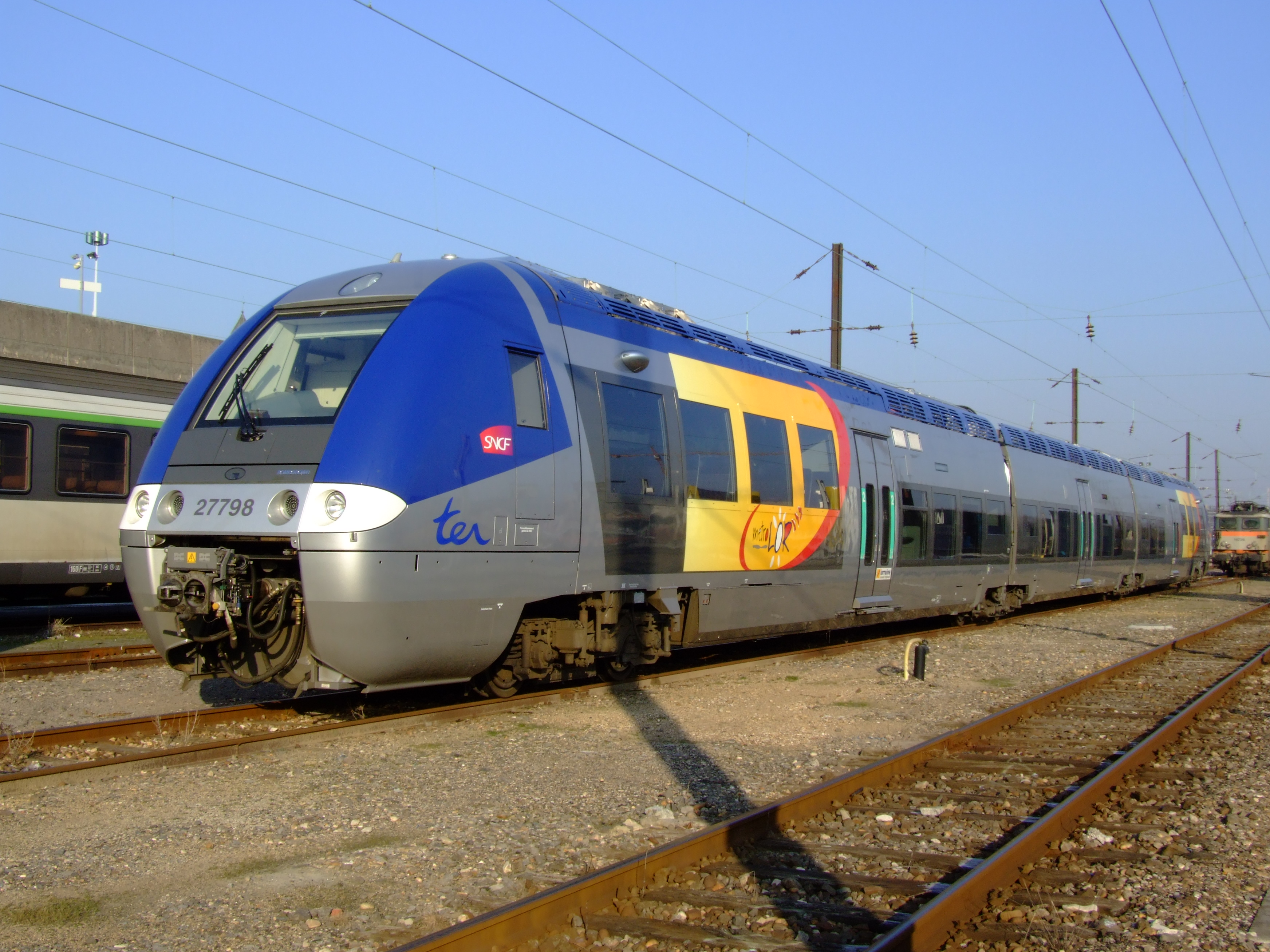
Z 27500 en livrée Métrolor.

| Rames       | Caisses | Mise en service   | Radiation | Livrée            | STF | Baptême/obs          | Ancienne Région TER      |
| ----------- | ------- | ----------------- | --------- | ----------------- | --- | -------------------- | ------------------------ |
| Z 27551/552 | 3       | 23 mars 2006      | –         | Métrolor          | SMN | –                    | ex TER Lorraine          |
| Z 27553/554 | 3       | 6 avril 2006      | –         | Métrolor          | SMN | –                    | ex TER Lorraine          |
| Z 27555/556 | 3       | 6 avril 2006      | –         | Métrolor          | SMN | –                    | ex TER Lorraine          |
| Z 27557/558 | 3       | 6 avril 2006      | –         | Métrolor          | SMN | –                    | ex TER Lorraine          |
| Z 27559/560 | 3       | 4 mai 2006        | –         | Métrolor          | SMN | –                    | ex TER Lorraine          |
| Z 27561/562 | 3       | 4 mai 2006        | –         | Métrolor          | SMN | –                    | ex TER Lorraine          |
| Z 27563/564 | 3       | 10 mai 2006       | –         | Métrolor          | SMN | –                    | ex TER Lorraine          |
| Z 27687/688 | 3       | 11 septembre 2007 | –         | Champagne-Ardenne | SCA | Reims                | ex TER Champagne-Ardenne |
| Z 27689/690 | 3       | 30 juillet 2007   | –         | Champagne-Ardenne | SCA | Charleville-Mézières | ex TER Champagne-Ardenne |
| Z 27697/698 | 3       | 28 septembre 2007 | –         | Champagne-Ardenne | SCA | –                    | ex TER Champagne-Ardenne |
| Z 27699/700 | 3       | 27 septembre 2007 | –         | Champagne-Ardenne | SCA | –                    | ex TER Champagne-Ardenne |
| Z 27701/702 | 3       | 16 octobre 2007   | –         | Champagne-Ardenne | SCA | Vitry-le-François    | ex TER Champagne-Ardenne |
| Z 27703/704 | 3       | 4 octobre 2007    | –         | Champagne-Ardenne | SCA | Poix-Terron          | ex TER Champagne-Ardenne |
| Z 27707/708 | 3       | 21 novembre 2007  | –         | Champagne-Ardenne | SCA | –                    | ex TER Champagne-Ardenne |
| Z 27711/712 | 4       | 28 mars 2007      | –         | Métrolor          | SMN | –                    | ex TER Lorraine          |
| Z 27719/720 | 4       | 25 octobre 2007   | –         | Métrolor          | SMN | –                    | ex TER Lorraine          |
| Z 27723/724 | 3       | 3 décembre 2007   | –         | Champagne-Ardenne | SCA | Épernay              | ex TER Champagne-Ardenne |
| Z 27725/726 | 3       | 3 décembre 2007   | –         | Champagne-Ardenne | SCA | Sedan                | ex TER Champagne-Ardenne |
| Z 27727/728 | 3       | 3 décembre 2007   | –         | Champagne-Ardenne | SCA | Bazancourt           | ex TER Champagne-Ardenne |
| Z 27729/730 | 4       | 27 décembre 2007  | –         | Métrolor          | SMN | –                    | ex TER Lorraine          |
| Z 27733/734 | 4       | 17 mars 2008      | –         | Métrolor          | SMN | –                    | ex TER Lorraine          |
| Z 27739/740 | 4       | 8 avril 2008      | –         | Métrolor          | SMN | –                    | ex TER Lorraine          |
| Z 27749/750 | 4       | 31 mars 2008      | –         | Métrolor          | SMN | –                    | ex TER Lorraine          |
| Z 27787/788 | 3       | 27 août 2008      | –         | Métrolor          | SMN | –                    | ex TER Lorraine          |
| Z 27789/790 | 3       | 29 juillet 2008   | –         | Métrolor          | SMN | –                    | ex TER Lorraine          |
| Z 27791/792 | 3       | 3 septembre 2008  | –         | Métrolor          | SMN | –                    | ex TER Lorraine          |
| Z 27793/794 | 3       | 3 septembre 2008  | –         | Métrolor          | SMN | –                    | ex TER Lorraine          |
| Z 27797/798 | 3       | 10 octobre 2008   | –         | Métrolor          | SMN | –                    | ex TER Lorraine          |
| Z 27807/808 | 3       | 8 décembre 2008   | –         | Métrolor          | SMN | –                    | ex TER Lorraine          |
| Z 27809/810 | 3       | 12 décembre 2008  | –         | Métrolor          | SMN | –                    | ex TER Lorraine          |
| Z 27811/812 | 3       | 12 décembre 2008  | –         | Métrolor          | SMN | –                    | ex TER Lorraine          |
| Z 27813/814 | 3       | 12 décembre 2008  | –         | Métrolor          | SMN | –                    | ex TER Lorraine          |
| Z 27817/818 | 3       | 19 décembre 2008  | –         | Métrolor          | SMN | –                    | ex TER Lorraine          |
| Z 27819/820 | 3       | 19 décembre 2008  | –         | Métrolor          | SMN | –                    | ex TER Lorraine          |
| Z 27821/822 | 4       | 16 janvier 2009   | –         | Métrolor          | SMN | –                    | ex TER Lorraine          |
| Z 27823/824 | 4       | 24 décembre 2008  | –         | TER unifiée       | SMN | –                    | ex TER Lorraine          |
| Z 27857/858 | 4       | 3 mars 2009       | –         | Alsace            | STA | –                    | ex TER Alsace            |
| Z 27859/860 | 4       | 3 mars 2009       | –         | Alsace            | STA | –                    | ex TER Alsace            |
| Z 27867/868 | 4       | 8 avril 2009      | –         | Alsace            | STA | –                    | ex TER Alsace            |
| Z 27869/870 | 4       | 8 avril 2009      | –         | Alsace            | STA | –                    | ex TER Alsace            |
| Z 27877/878 | 4       | 14 mai 2009       | –         | Alsace            | STA | Rouffach             | ex TER Alsace            |
| Z 27887/888 | 4       | 22 juin 2009      | –         | Alsace            | STA | –                    | ex TER Alsace            |
| Z 27913/914 | 3       | 19 novembre 2009  | –         | TER unifiée       | SCA | Rethel               | ex TER Champagne-Ardenne |
| Z 27921/922 | 3       | 25 janvier 2010   | –         | Champagne-Ardenne | SCA | –                    | ex TER Champagne-Ardenne |
| Z 27923/924 | 3       | 13 janvier 2010   | –         | Grand Est         | SCA | –                    | ex TER Champagne-Ardenne |
| Z 27939/940 | 4       | 9 avril 2008      | –         | Métrolor          | SMN | –                    | ex TER Lorraine          |
| Z 27941/942 | 4       | 3 octobre 2008    | –         | Métrolor          | SMN | –                    | ex TER Lorraine          |
| Z 27943/944 | 4       | 17 novembre 2008  | –         | Métrolor          | SMN | –                    | ex TER Lorraine          |
| Z 27945/946 | 4       | 27 octobre 2008   | –         | Métrolor          | SMN | –                    | ex TER Lorraine          |
| Z 27947/948 | 4       | 20 janvier 2009   | –         | Métrolor          | SMN | –                    | ex TER Lorraine          |
| Z 27949/950 | 4       | 22 décembre 2008  | –         | Métrolor          | SMN | –                    | ex TER Lorraine          |

### Matériel électro-diesel

#### X 73500

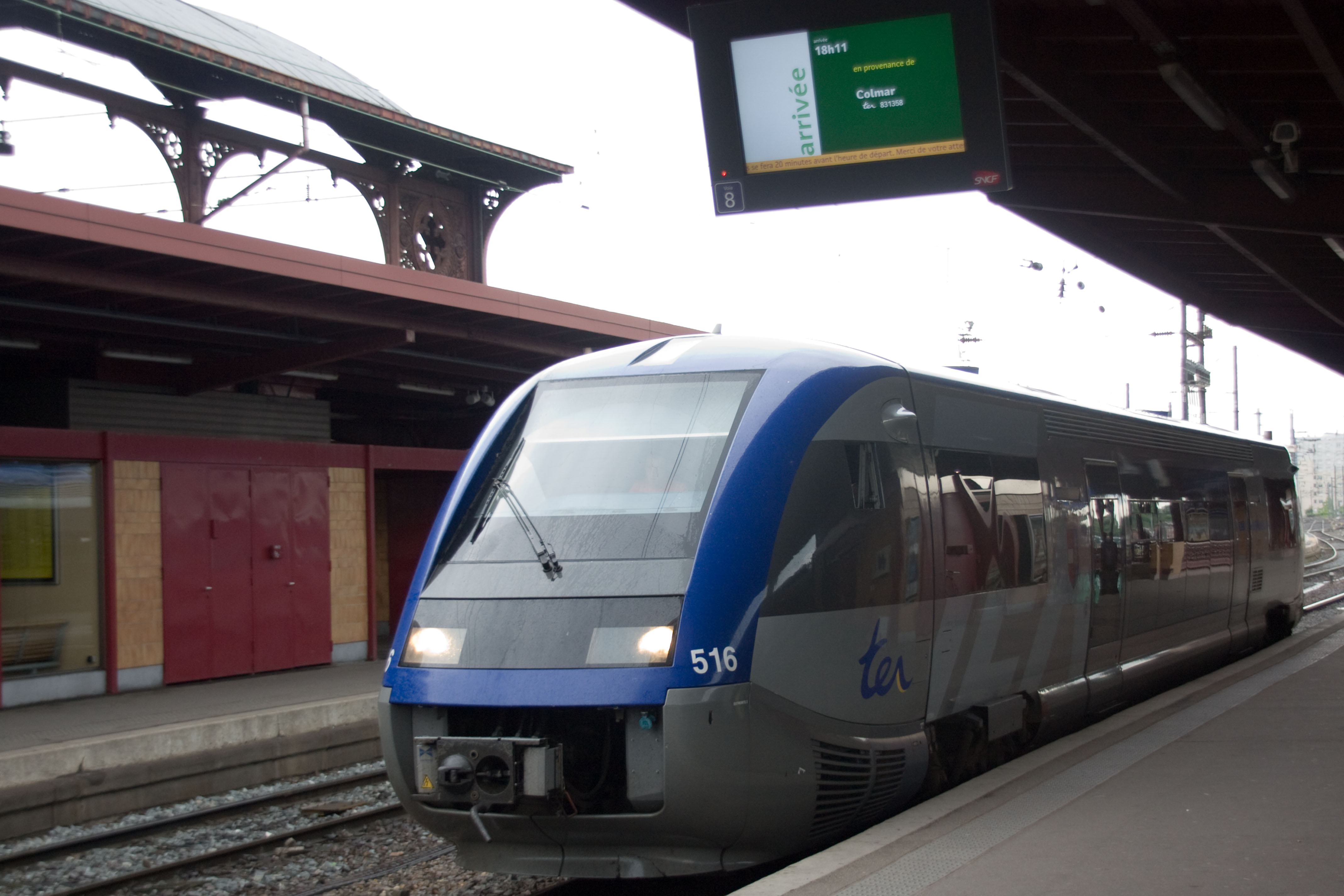
La X 73516 en gare de Strasbourg.

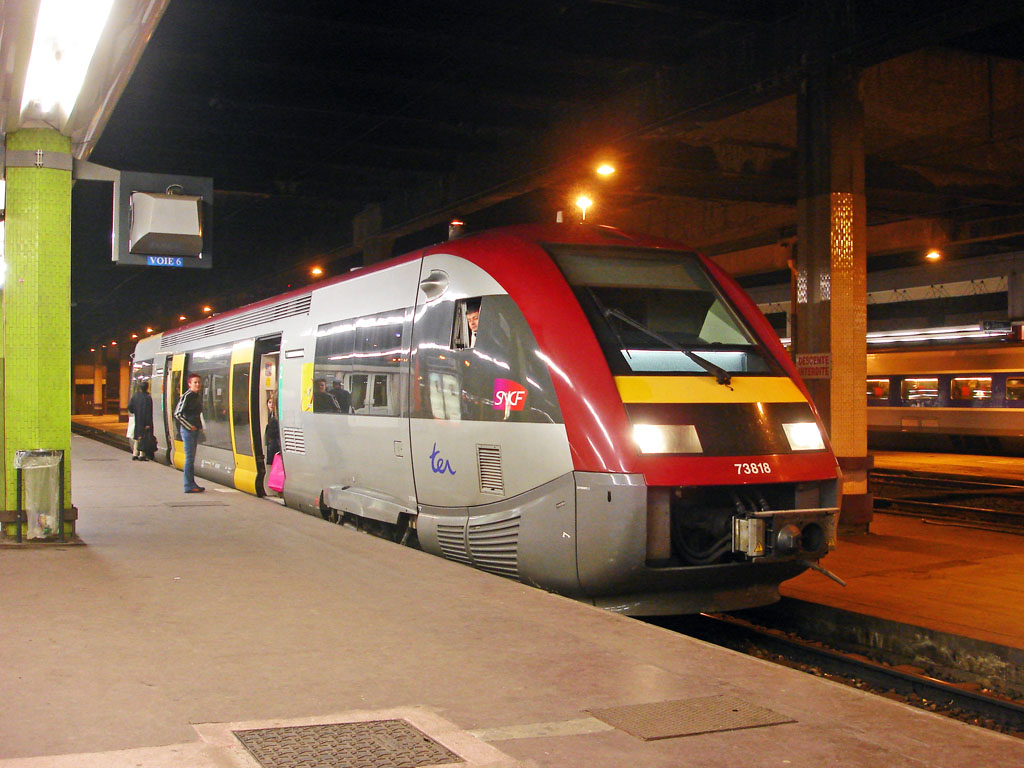
La X 73818 avec l'ancienne livrée CFL en gare de Metz.

| Rames   | Mise en service   | Radiation                                  | Livrée            | STF | Baptême/obs | Ancienne Région TER                                      |
| ------- | ----------------- | ------------------------------------------ | ----------------- | --- | ----------- | -------------------------------------------------------- |
| X 73516 | 3 décembre 1999   | –                                          | TER unifiée       | STA | Thann       | ex TER Alsace                                            |
| X 73521 | 20 décembre 1999  | –                                          | TER unifiée       | STA | –           | ex TER Alsace                                            |
| X 73556 | 19 septembre 2000 | –                                          | TER unifiée       | STA | –           | ex TER Alsace                                            |
| X 73658 | 14 février 2002   | –                                          | Champagne-Ardenne | SMN | –           | ex TER Champagne-Ardenne Muté de SCA à SMN le 11/12/2017 |
| X 73659 | 14 février 2002   | –                                          | Champagne-Ardenne | STA | –           | ex TER Champagne-Ardenne Muté de SCA à STA le 11/12/2018 |
| X 73660 | 15 mars 2002      | –                                          | Champagne-Ardenne | SMN | –           | ex TER Champagne-Ardenne Muté de SCA à SMN le 11/12/2017 |
| X 73661 | 15 mars 2002      | –                                          | Champagne-Ardenne | STA | –           | ex TER Champagne-Ardenne Muté de SCA à STA le 11/12/2018 |
| X 73793 | 21 novembre 2003  | 15 mai 2019 (accident le 29 novembre 2016) | Champagne-Ardenne | SCA | –           | ex TER Champagne-Ardenne                                 |
| X 73794 | 21 novembre 2003  | –                                          | Champagne-Ardenne | SMN | –           | ex TER Champagne-Ardenne Muté de SCA à SMN le 11/12/2017 |
| X 73795 | 1er décembre 2003 | –                                          | Champagne-Ardenne | SMN | –           | ex TER Champagne-Ardenne Muté de SCA à SMN le 11/12/2017 |
| X 73804 | 18 mars 2004      | –                                          | Champagne-Ardenne | SMN | –           | ex TER Champagne-Ardenne Muté de SCA à SMN le 11/12/2017 |
| X 73813 | 20 juin 2006      | –                                          | Métrolor          | SMN | –           | ex TER Lorraine                                          |
| X 73814 | 20 juin 2006      | GBE                                        | Métrolor          | SMN | –           | ex TER Lorraine                                          |
| X 73815 | 20 juin 2006      | –                                          | Métrolor          | SMN | –           | ex TER Lorraine                                          |
| X 73816 | 20 juin 2006      | –                                          | Métrolor          | SMN | –           | ex TER Lorraine                                          |
| X 73817 | 20 juin 2006      | –                                          | Métrolor          | SMN | –           | ex TER Lorraine                                          |
| X 73818 | 20 juin 2006      | GBE                                        | Métrolor          | SMN | –           | ex TER Lorraine                                          |

#### X 73900

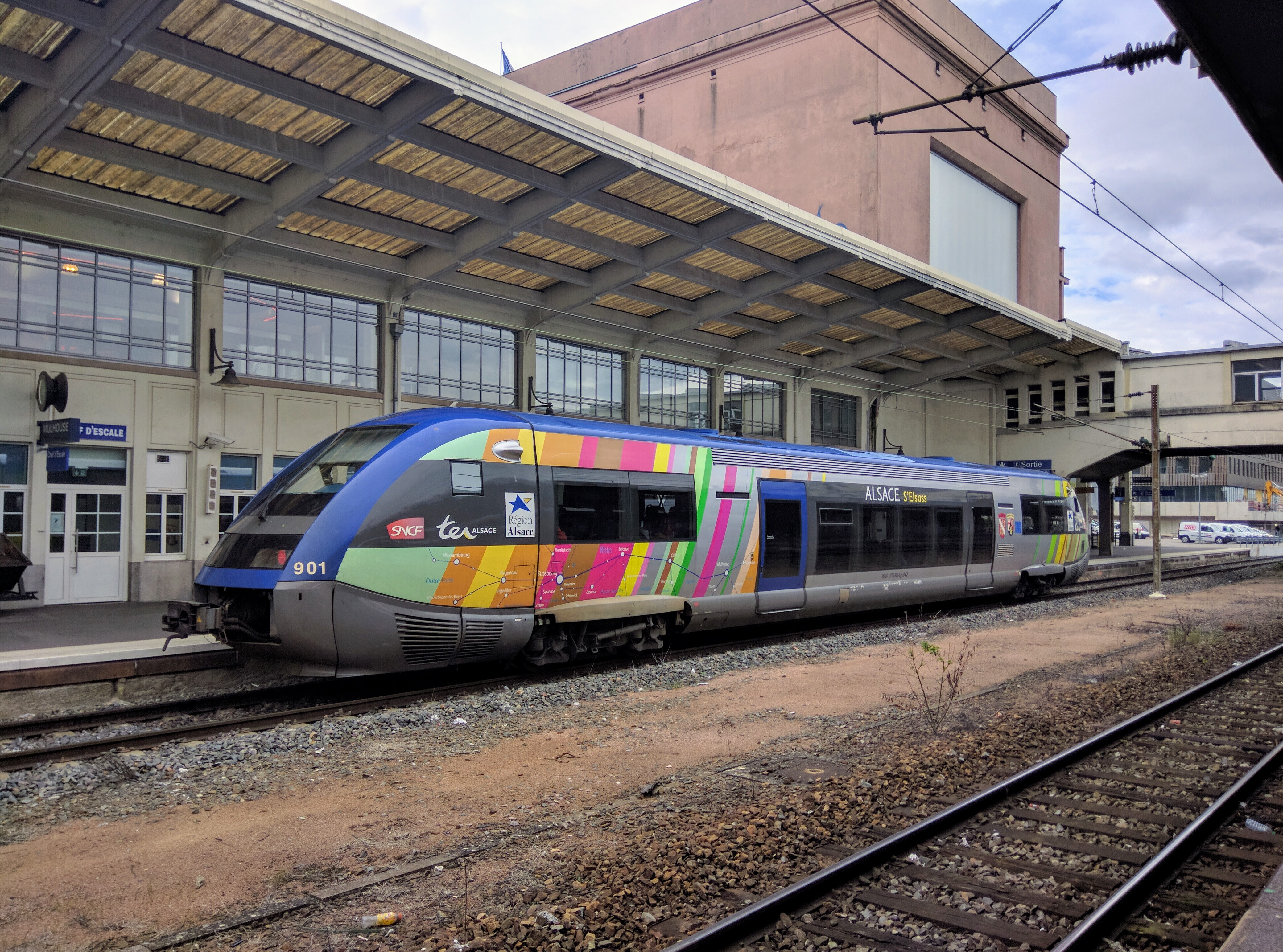
La X 73901 en gare de Mulhouse-Ville.

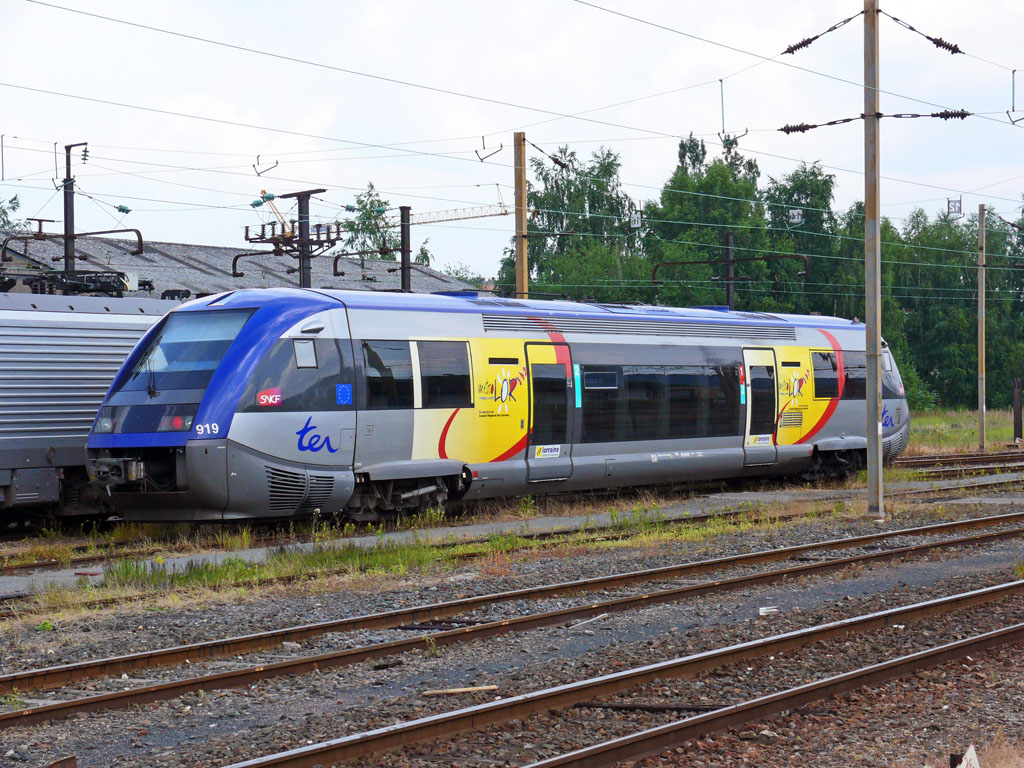
La X 73919 à Forbach.

| Rames   | Mise en service  | Radiation | Livrée   | STF | Baptême/obs               | Ancienne Région TER |
| ------- | ---------------- | --------- | -------- | --- | ------------------------- | ------------------- |
| X 73901 | 24 avril 2001    | –         | Alsace   | STA | Alsace/Rhénanie-Palatinat | ex TER Alsace       |
| X 73902 | 10 mai 2001      | –         | Alsace   | STA | Alsace/Saarland           | ex TER Alsace       |
| X 73903 | 2 mai 2001       | –         | Alsace   | STA | –                         | ex TER Alsace       |
| X 73904 | 3 mai 2001       | –         | Alsace   | STA | Obermodern-Zutzendorf     | ex TER Alsace       |
| X 73905 | 11 mai 2001      | –         | Alsace   | STA | –                         | ex TER Alsace       |
| X 73906 | 9 mai 2001       | –         | Alsace   | STA | Alsace/Saarland           | ex TER Alsace       |
| X 73907 | 11 mai 2001      | –         | Alsace   | STA | –                         | ex TER Alsace       |
| X 73908 | 9 mai 2001       | –         | Alsace   | STA | –                         | ex TER Alsace       |
| X 73909 | 15 juin 2001     | –         | Alsace   | STA | –                         | ex TER Alsace       |
| X 73910 | 7 mai 2001       | –         | Alsace   | STA | –                         | ex TER Alsace       |
| X 73911 | 25 novembre 2002 | –         | Métrolor | SMN | –                         | ex TER Lorraine     |
| X 73912 | 20 novembre 2002 | –         | Métrolor | SMN | –                         | ex TER Lorraine     |
| X 73913 | 25 novembre 2002 | –         | Métrolor | SMN | –                         | ex TER Lorraine     |
| X 73914 | 20 novembre 2002 | –         | Rouge    | SMN | –                         | Land de Sarre       |
| X 73915 | 25 novembre 2002 | –         | Rouge    | SMN | –                         | Land de Sarre       |
| X 73916 | 19 janvier 2004  | –         | Alsace   | STA | –                         | ex TER Alsace       |
| X 73917 | 28 janvier 2004  | –         | Alsace   | STA | Drusenheim                | ex TER Alsace       |
| X 73918 | 11 février 2004  | –         | Métrolor | SMN | –                         | ex TER Lorraine     |
| X 73919 | 23 février 2004  | –         | Métrolor | SMN | –                         | ex TER Lorraine     |

#### X 76500

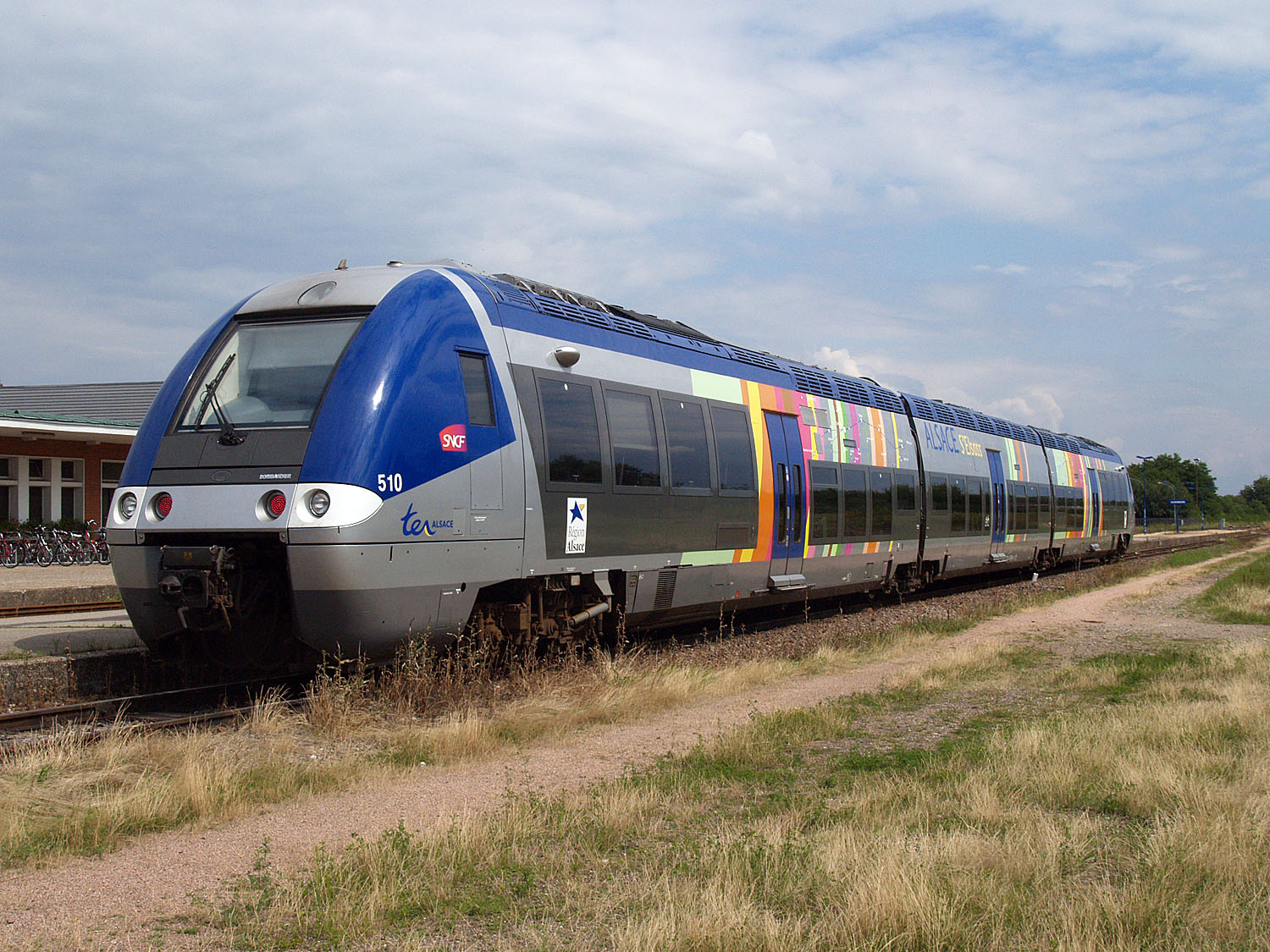
La X 76509/510 en gare de Wissembourg.

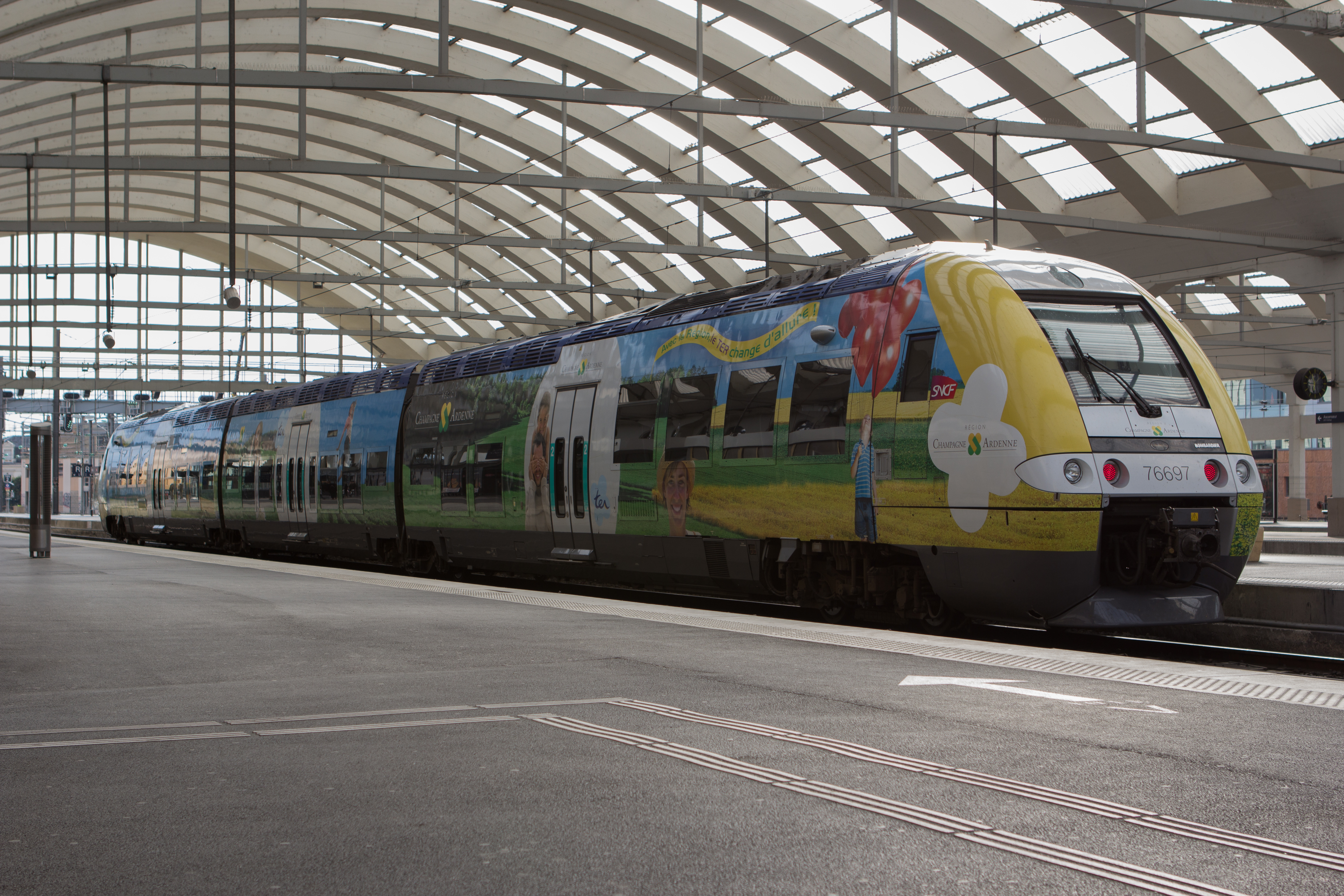
La X 76697/698 en gare de Reims.

| Rames       | Caisses | Mise en service   | Radiation | Livrée            | STF | Baptême/obs        | Ancienne Région TER                                      |
| ----------- | ------- | ----------------- | --------- | ----------------- | --- | ------------------ | -------------------------------------------------------- |
| X 76505/506 | 3       | 12 juillet 2004   | –         | Fluo Grand Est V1 | STA | –                  | ex TER Alsace                                            |
| X 76509/510 | 3       | 18 mai 2004       | –         | Fluo Grand Est V1 | STA | –                  | ex TER Alsace                                            |
| X 76515/516 | 3       | 21 juillet 2004   | –         | Alsace            | STA | –                  | ex TER Alsace                                            |
| X 76519/520 | 4       | 5 août 2004       | –         | Fluo Grand Est V1 | STA | –                  | ex TER Alsace                                            |
| X 76529/530 | 3       | 27 octobre 2004   | –         | Fluo Grand Est V1 | STA | –                  | ex TER Alsace                                            |
| X 76533/534 | 3       | 7 décembre 2004   | –         | Fluo Grand Est V1 | STA | –                  | ex TER Alsace                                            |
| X 76537/538 | 3       | 20 décembre 2004  | –         | Fluo Grand Est V1 | SMN | Mirecourt          | ex TER Lorraine                                          |
| X 76547/548 | 3       | 7 février 2005    | –         | Alsace            | STA | –                  | ex TER Alsace                                            |
| X 76551/552 | 3       | 14 février 2005   | –         | Métrolor          | SMN | –                  | ex TER Lorraine                                          |
| X 76559/560 | 4       | 23 mars 2005      | –         | Fluo Grand Est    | STA | –                  | ex TER Alsace                                            |
| X 76563/564 | 3       | 1er mai 2005      | –         | Métrolor          | SMN | –                  | ex TER Lorraine                                          |
| X 76571/572 | 3       | 18 mai 2005       | –         | Alsace            | STA | –                  | ex TER Alsace                                            |
| X 76575/576 | 3       | 14 juin 2005      | –         | Métrolor          | SMN | –                  | ex TER Lorraine                                          |
| X 76581/582 | 3       | 4 août 2005       | –         | Alsace            | STA | Roeschwoog         | ex TER Alsace                                            |
| X 76591/592 | 3       | 12 septembre 2005 | –         | Métrolor          | SMN | –                  | ex TER Lorraine                                          |
| X 76601/602 | 3       | 13 septembre 2005 | –         | Alsace            | STA | Bischwiller        | ex TER Alsace                                            |
| X 76607/608 | 3       | 1er novembre 2005 | –         | Alsace            | STA | –                  | ex TER Alsace                                            |
| X 76615/616 | 3       | 12 décembre 2005  | –         | Alsace            | STA | Haguenau           | ex TER Alsace                                            |
| X 76621/622 | 3       | 13 décembre 2005  | –         | Alsace            | STA | Sessenheim         | ex TER Alsace                                            |
| X 76623/624 | 3       | 14 décembre 2005  | –         | Alsace            | STA | Duppigheim         | ex TER Alsace                                            |
| X 76635/636 | 4       | 25 janvier 2006   | –         | Alsace            | STA | –                  | ex TER Alsace                                            |
| X 76641/642 | 4       | 14 février 2006   | –         | Alsace            | STA | Vendenheim         | ex TER Alsace                                            |
| X 76643/644 | 4       | 8 février 2006    | –         | Alsace            | STA | –                  | ex TER Alsace                                            |
| X 76645/646 | 4       | 15 février 2006   | –         | Alsace            | STA | –                  | ex TER Alsace                                            |
| X 76647/648 | 4       | 21 février 2006   | –         | Alsace            | STA | –                  | ex TER Alsace                                            |
| X 76651/652 | 4       | 1er mars 2006     | –         | Alsace            | STA | Mommenheim         | ex TER Alsace                                            |
| X 76653/654 | 4       | 7 mars 2006       | –         | Alsace            | STA | Wisches/Hersbach   | ex TER Alsace                                            |
| X 76659/660 | 4       | 4 mai 2006        | –         | Alsace            | STA | –                  | ex TER Alsace                                            |
| X 76661/662 | 4       | 10 mai 2006       | –         | Alsace            | STA | –                  | ex TER Alsace                                            |
| X 76669/670 | 3       | 6 juin 2006       | –         | Champagne-Ardenne | SCA | –                  | ex TER Champagne-Ardenne                                 |
| X 76675/676 | 3       | 6 juillet 2006    | –         | Champagne-Ardenne | SCA | –                  | ex TER Champagne-Ardenne                                 |
| X 76677/678 | 3       | 28 août 2006      | –         | Champagne-Ardenne | SCA | –                  | ex TER Champagne-Ardenne                                 |
| X 76685/686 | 3       | 7 décembre 2006   | –         | Champagne-Ardenne | SCA | –                  | ex TER Champagne-Ardenne                                 |
| X 76687/688 | 3       | 23 janvier 2007   | –         | Champagne-Ardenne | SCA | –                  | ex TER Champagne-Ardenne                                 |
| X 76689/690 | 3       | 28 juin 2007      | –         | Champagne-Ardenne | SCA | –                  | ex TER Champagne-Ardenne                                 |
| X 76691/692 | 3       | 22 octobre 2007   | –         | Champagne-Ardenne | SCA | –                  | ex TER Champagne-Ardenne                                 |
| X 76693/694 | 3       | 23 octobre 2007   | –         | Champagne-Ardenne | SCA | –                  | ex TER Champagne-Ardenne                                 |
| X 76695/696 | 3       | 25 octobre 2007   | –         | Champagne-Ardenne | SCA | –                  | ex TER Champagne-Ardenne                                 |
| X 76697/698 | 3       | 31 octobre 2007   | –         | Champagne-Ardenne | SCA | Fismes             | ex TER Champagne-Ardenne                                 |
| X 76699/700 | 3       | 3 décembre 2007   | –         | Champagne-Ardenne | SCA | –                  | ex TER Champagne-Ardenne                                 |
| X 76701/702 | 3       | 4 décembre 2007   | –         | Champagne-Ardenne | SCA | –                  | ex TER Champagne-Ardenne                                 |
| X 76703/704 | 3       | 7 décembre 2007   | –         | Champagne-Ardenne | SCA | –                  | ex TER Champagne-Ardenne                                 |
| X 76705/706 | 3       | 6 décembre 2007   | –         | Champagne-Ardenne | SCA | –                  | ex TER Champagne-Ardenne                                 |
| X 76707/708 | 3       | 13 décembre 2007  | –         | Champagne-Ardenne | SCA | –                  | ex TER Champagne-Ardenne                                 |
| X 76709/710 | 3       | 4 janvier 2008    | –         | Alsace            | STA | –                  | ex TER Alsace                                            |
| X 76711/712 | 3       | 3 janvier 2008    | –         | Alsace            | STA | –                  | ex TER Alsace                                            |
| X 76737/738 | 3       | 18 septembre 2008 | –         | Métrolor          | SMN | –                  | ex TER Lorraine                                          |
| X 76739/740 | 3       | 25 septembre 2008 | –         | Métrolor          | SCA | –                  | ex TER Lorraine Muté de SMN à SCA le 10/12/2018          |
| X 76741/742 | 3       | 24 septembre 2008 | –         | Métrolor          | STA | –                  | ex TER Lorraine Muté de SMN à STA le 10/12/2018          |
| X 76743/744 | 3       | 24 septembre 2008 | –         | Métrolor          | SMN | Vallée de la Sarre | ex TER Lorraine                                          |
| X 76793/794 | 4       | 6 mars 2009       | –         | Alsace            | STA | –                  | ex TER Alsace                                            |
| X 76795/796 | 3       | 16 mars 2009      | –         | Champagne-Ardenne | SCA | –                  | ex TER Champagne-Ardenne                                 |
| X 76797/798 | 3       | 24 mars 2009      | –         | Champagne-Ardenne | SCA | –                  | ex TER Champagne-Ardenne                                 |
| X 76799/800 | 3       | 27 mars 2009      | –         | Champagne-Ardenne | SCA | –                  | ex TER Champagne-Ardenne                                 |
| X 76801/802 | 3       | 28 mai 2009       | –         | Grand Est         | SMN | –                  | ex TER Champagne-Ardenne Muté de SCA à SMN le 10/12/2018 |
| X 76803/804 | 3       | 23 avril 2009     | –         | Grand Est         | SCA | –                  | ex TER Champagne-Ardenne                                 |
| X 76821/822 | 3       | 27 novembre 2009  | –         | Grand Est         | SCA | –                  | ex TER Champagne-Ardenne                                 |
| X 76829/830 | 3       | 15 février 2010   | –         | Champagne-Ardenne | SCA | –                  | ex TER Champagne-Ardenne                                 |
| X 76835/836 | 3       | 9 février 2010    | –         | Champagne-Ardenne | SCA | –                  | ex TER Champagne-Ardenne                                 |

### Matériel remorqué voyageurs

#### RRR
Quelques RRR (tractées par des BB 67400 ou BB 22200 R) effectuent encore - fin 2023 - les liaisons suivantes : (Sarrebourg) - Saverne - Mommenheim - Strasbourg - Sélestat en Unité Simple et Strasbourg - Saales - (Saint-Dié-des-Vosges) en Unité Multiple.
Début 2025, la région annonce la rénovation de 15 rames RRR pour 11,7 millions d'euros, afin de les permettre de circuler jusqu'en 2030.

#### Voitures Corail
| Service                | Type      | Nombre |
| ---------------------- | --------- | ------ |
| TER 200                | VTU A10tu | 11     |
| TER 200                | VTU B10tu | 3      |
| TER 200                | VTU B11tu | 87     |
| TER 200                | VU B11tu  | 1      |
| TER 200                | VU B5uxh  | 13     |
| TER Vallée de la Marne | VTU A10tu | 5      |
| TER Vallée de la Marne | VTU B10tu | 8      |
| TER Vallée de la Marne | VTU B11tu | 13     |
| TER Vallée de la Marne | VTU B11u  | 3      |
| TER Vallée de la Marne | VU B9u    | 7      |

## Matériel disparu

### Locomotives électriques

#### BB 15000

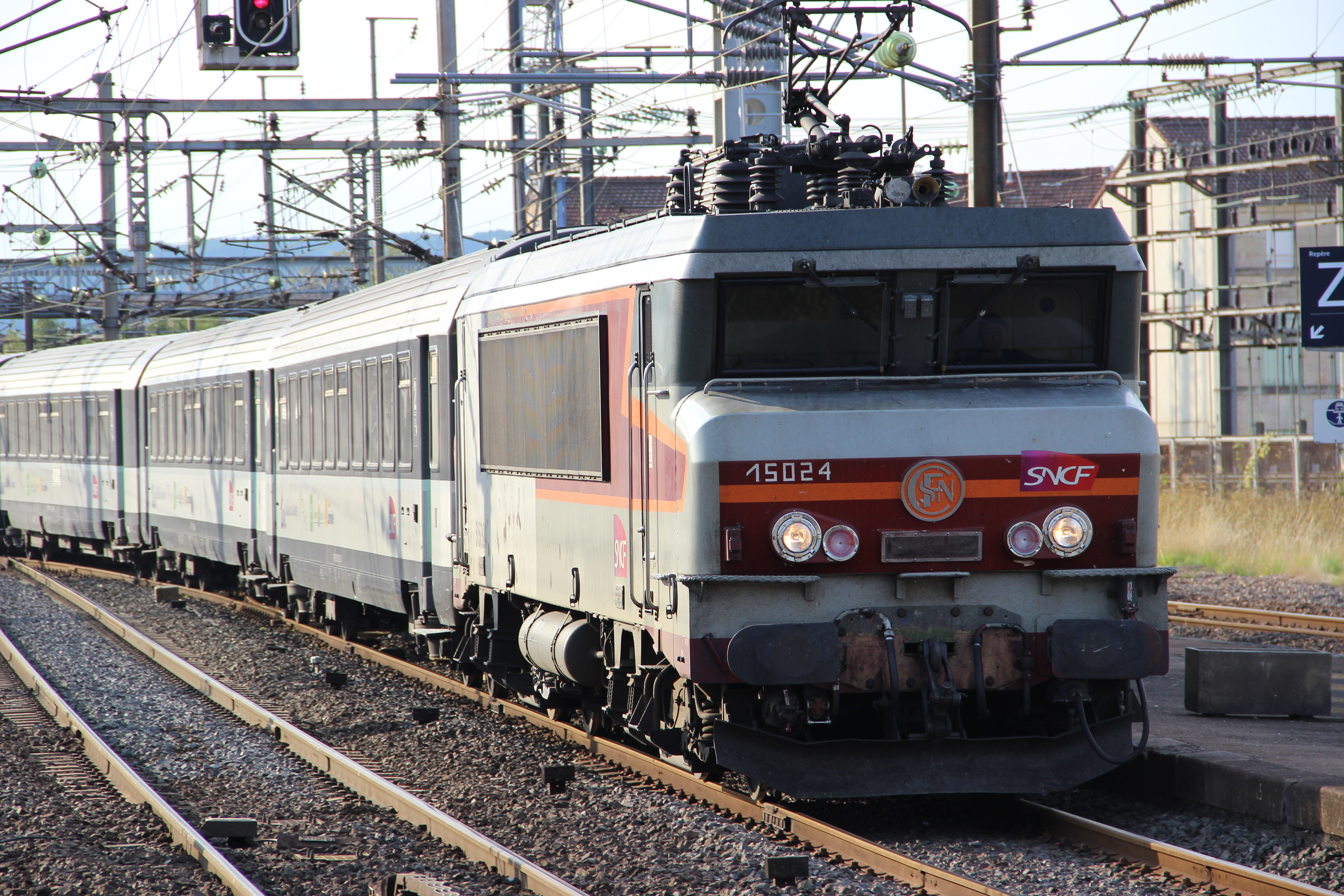
La BB 15024 tractant un TER Vallée de la Marne entre en gare de Bar-le-Duc.

| Motrice  | Mise en service  | Radiation                                       | Livrée    | STF | Baptême/obs          | Ancienne région TER      |
| -------- | ---------------- | ----------------------------------------------- | --------- | --- | -------------------- | ------------------------ |
| BB 15001 | 3 juillet 1971   | 9 octobre 2019 (préservée par la Cité du train) | Arzens    | SCA | Gretz-Armainvilliers | ex TER Champagne-Ardenne |
| BB 15002 | 31 juillet 1971  | 27 mars 2019                                    | Arzens    | SCA | Longwy               | ex TER Champagne-Ardenne |
| BB 15003 | 15 novembre 1971 | 17 décembre 2019                                | Arzens    | SCA | Sarreguemines        | ex TER Champagne-Ardenne |
| BB 15004 | 4 janvier 1972   | Affectée aux Intercités Normandie               | Arzens    | SCA | Sedan                | ex TER Champagne-Ardenne |
| BB 15005 | 2 octobre 1972   | 27 mars 2019                                    | Arzens    | SCA | Saint-Louis          | ex TER Champagne-Ardenne |
| BB 15007 | 22 février 1973  | 5 décembre 2018                                 | Arzens    | SCA | –                    | ex TER Champagne-Ardenne |
| BB 15008 | 9 avril 1973     | 5 décembre 2018                                 | Arzens    | SCA | –                    | ex TER Champagne-Ardenne |
| BB 15012 | 22 octobre 1973  | 17 décembre 2019                                | Arzens    | SCA | Châlons-sur-Marne    | ex TER Champagne-Ardenne |
| BB 15020 | 24 janvier 1975  | Affectée aux Intercités Normandie               | Corail+   | SCA | Pau                  |                          |
| BB 15024 | 6 mai 1975       | 11 décembre 2017                                | Arzens    | SCA | Lunéville            | ex TER Champagne-Ardenne |
| BB 15039 | 3 février 1976   | 31 mai 2019                                     | Corail+   | SCA | Rosny sous Bois      |                          |
| BB 15050 | 13 mai 1976      | 27 mars 2019                                    | Corail+   | SCA | Vitry le François    |                          |
| BB 15063 | 10 octobre 1978  | 17 décembre 2019                                | En Voyage | SCA | Verdun               | ex TER Champagne-Ardenne |

BB 25500
| Motrice  | Mise en service    | Radiation    | Livrée        | STF | Baptême/obs | Ancienne Région TER  |
| -------- | ------------------ | ------------ | ------------- | --- | ----------- | -------------------- |
| BB 25591 | 3 février 1973     | 2020         | Béton         | STA | -           | ex TER Alsace        |
| BB 25602 | 29 avril 1973      | 2020         | Ile de France | STA | -           | ex TER Bourgogne     |
| BB 25606 | 1er juin 1973      | 2020         | Ile de France | STA | -           | ex TER Alsace        |
| BB 25613 | 3 octobre 1974     | 2020         | Ile de France | STA | -           | ex TER Alsace        |
| BB 25615 | 16 octobre 1974    | 2020         | FRET          | STA | -           | ex TER Alsace        |
| BB 25657 | 1er juin 1975      | 2020         | Béton         | STA | -           | ex TER Alsace        |
| BB 25664 | 2 juillet 1975     | 2020         | Béton         | STA | -           | ex TER Alsace        |
| BB 25670 | 25 juillet 1975    | 12 juin 2018 | Béton         | STA | -           | ex TER Alsace        |
| BB 25673 | 1er septembre 1975 | 2020         | Béton         | STA | -           | ex TER Franche-Comté |
| BB 25679 | 13 octobre 1975    | 2020         | Béton         | STA | -           | ex TER Alsace        |